# Péninsule Valdés
Pour les articles homonymes, voir Valdés.
La péninsule Valdés ou presqu’île de Valdés est une particularité côtière de la province de Chubut, en Argentine. Elle forme une portion de terre quasi-rectangulaire et unie au continent par l'isthme Carlos Ameghino. La presqu'île a été déclarée en 1999 Patrimoine mondial par l'UNESCO.
Sur les anciennes cartes, elle était connue sous le nom de « péninsule de San José ».

## Peuplements
La région fut occupée par les indiens Ahonikénks. Des témoignages de cette civilisation se retrouvent aujourd'hui un peu partout, sous forme de pointes de flèches ouvragées.
De récentes recherches arquéologiques menées par le CONICET (centre national de recherche argentin) ont mis en évidence les conditions d'établissement de colons espagnols entre 1779 et 1810, au Fort San José. Quand, au XIXe siècle, les pêcheurs de baleine implantent leurs cabanes saisonnières, ils trouvent cependant un territoire vierge.
La région continentale attenante est à partir de 1865 l'objet d'une colonisation galloise, le Gwladfa, où les immigrés venus du Pays de Galles sont très vite minoritaires. Toutefois la péninsule elle-même n'est alors peuplée que par des pêcheurs au long cours basques qui ont choisi de ne pas rentrer au pays. Aujourd'hui les deux tiers des noms de familles sont d'origine basque.

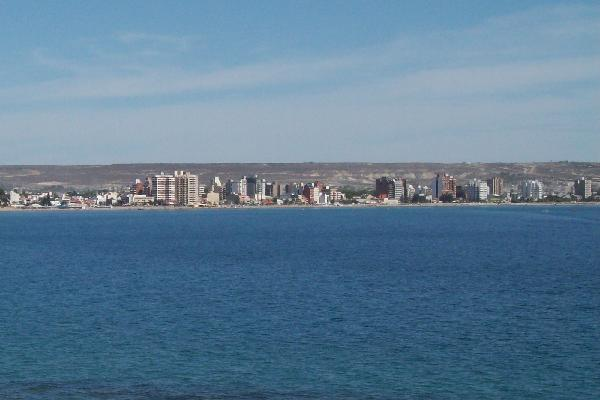
Vue de Puerto Madryn, porte d'entrée de la péninsule Valdés, ainsi que de sa plage.

## Géographie
Puerto Madryn est considérée comme la porte d'entrée de la péninsule Valdés.
La péninsule présente deux importantes échancrures à sa base : au nord, le golfe de San Matías et, au sud, le golfe Nuevo, ainsi qu'une échancrure plus petite, fort élargie, la caleta Valdés, à l'est. La presqu'île comporte une dépression topographique à 40 m sous le niveau de la mer. Au centre de la péninsule se trouvent deux salines situées au-dessous du niveau de la mer.

## Protection
En 1999, la presqu'île de Valdés a été inscrite sur la liste du patrimoine mondial de l'UNESCO.
La province a créé une aire protégée appelée Área Natural Protegida Península Valdés, qui comprend tout l'espace terrestre, aérien et une frange de trois milles marins sur tout son pourtour.

## Climat
Le climat est frais et aride. La péninsule a une situation climatique particulière : elle est abritée des pluies par la cordillère des Andes, et bénéficie de son environnement marin, de manière d'autant plus importante que sa forme a augmenté fortement la longueur de ses côtes.

## Flore
Elle est couverte d'une rare végétation. Celle-ci est caractéristique de la province de Patagonie sèche, dominée par la steppe arbustive. L'arbuste qui prédomine est la jarilla (Larrea cuneifolia) et (Larrea divaricata) . Mais on remarque aussi le quilembai (Chuquiraga avellanedae), l'uña de gato (Chuquiraga hystrix), la chirriadora (Chuquiraga erinacea), le junquillo (Sporobolus rigens), la flechilla (Stipa tenuis), le piquillín (Condalia microphylla),le  molle (Schinus polygamus), le llaullín (Lycium chilense), le neneo (Mulinum spinosum), la mata mora (Senecio filagenoides), la Nassauvia fuegiana, le palo azul (Cyclolepis genistoides), l'olivillo (Hyalis argentea),la  flechilla negra (Piptochaetium napostaense), la peludilla (Plantago patagonica) et le flechilla grande (Stipa longiglumis).

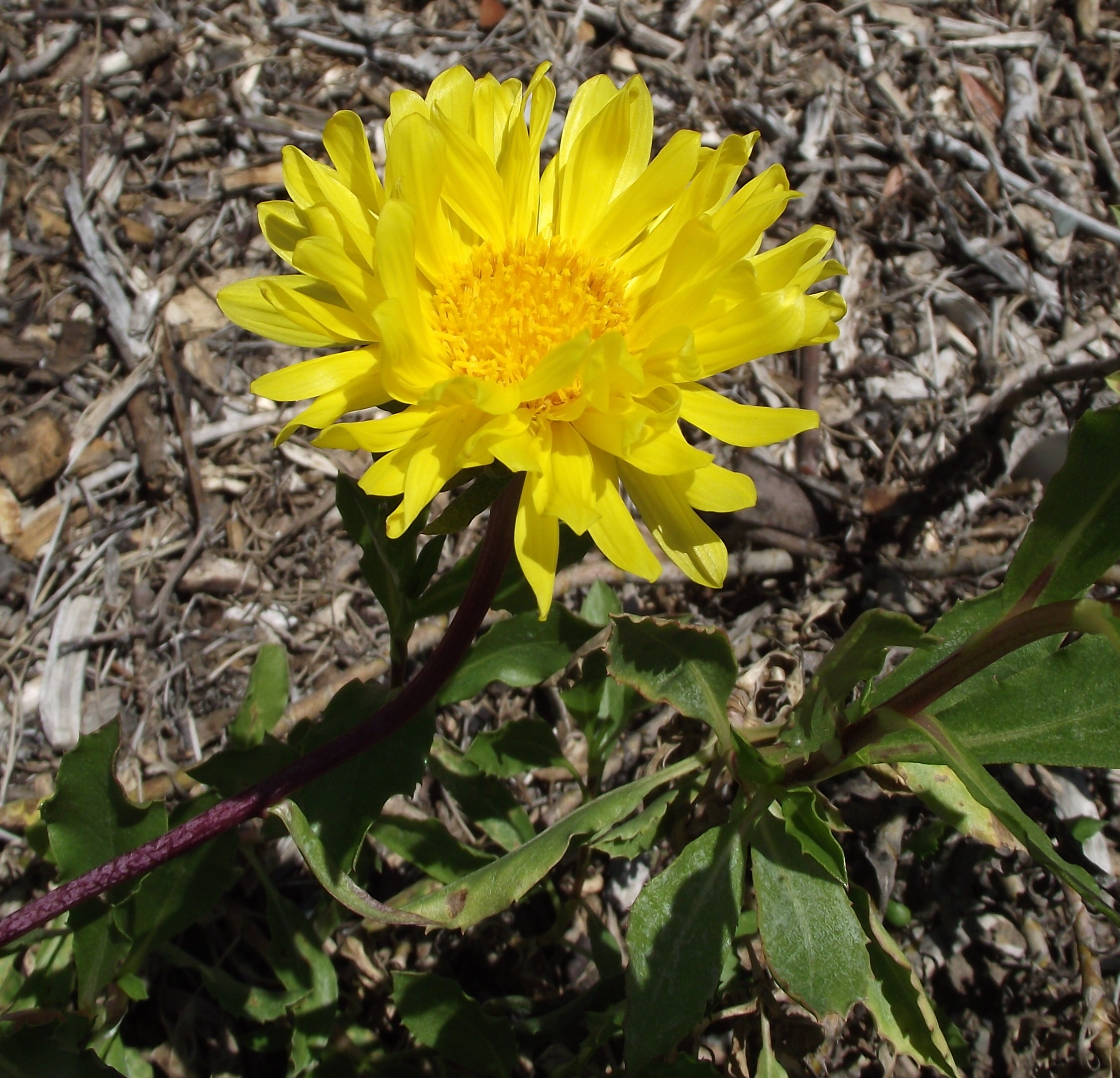
Fleur de Bouton d'or ou Butón de oro (Grindelia chiloensis).
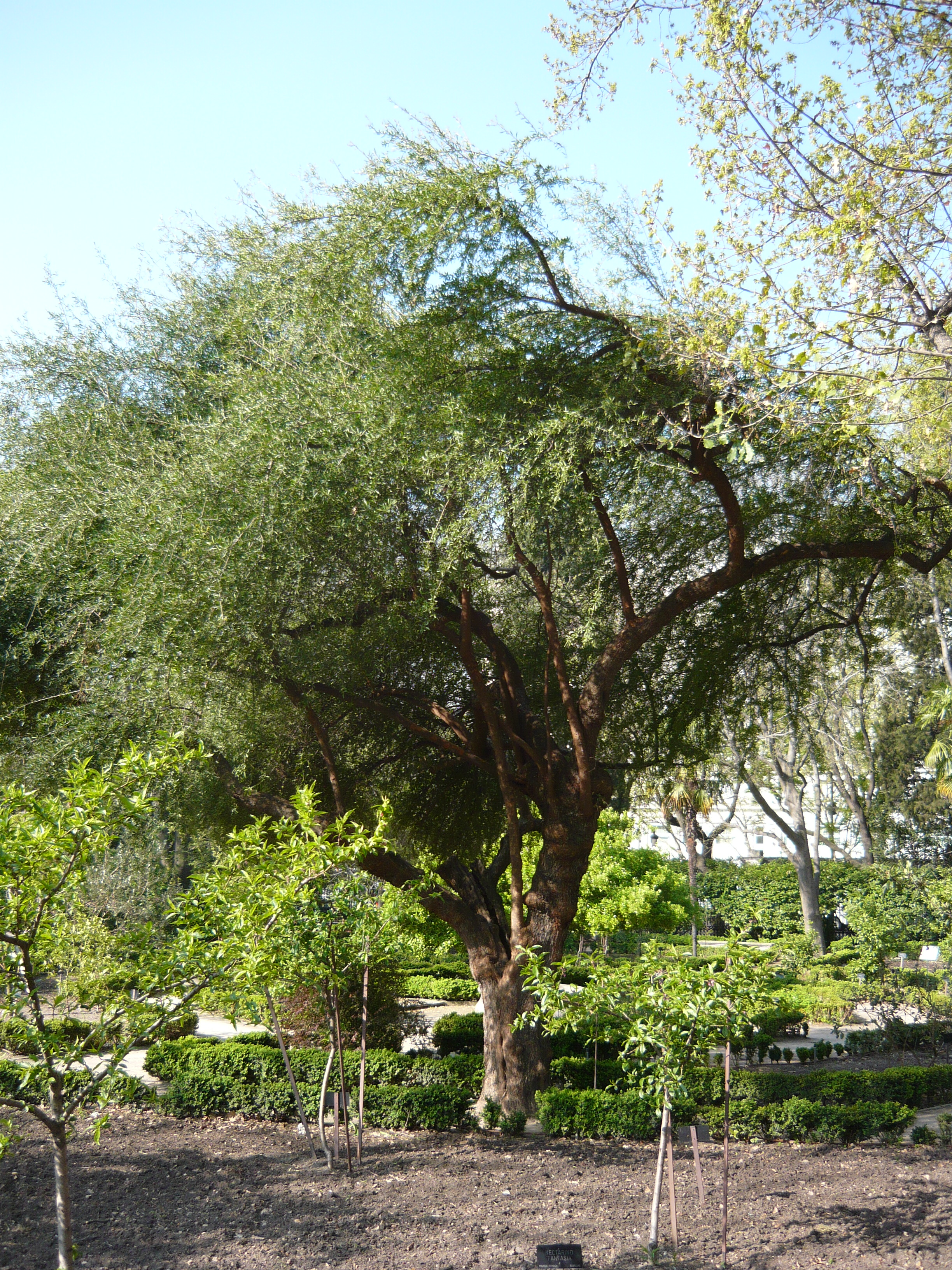
Le Molle (Schinus polygamus). Cette espèce est très résistante et rustique. C'est une plante médicinale. De croissance rapide, elle atteint 150 cm de hauteur en trois ans.
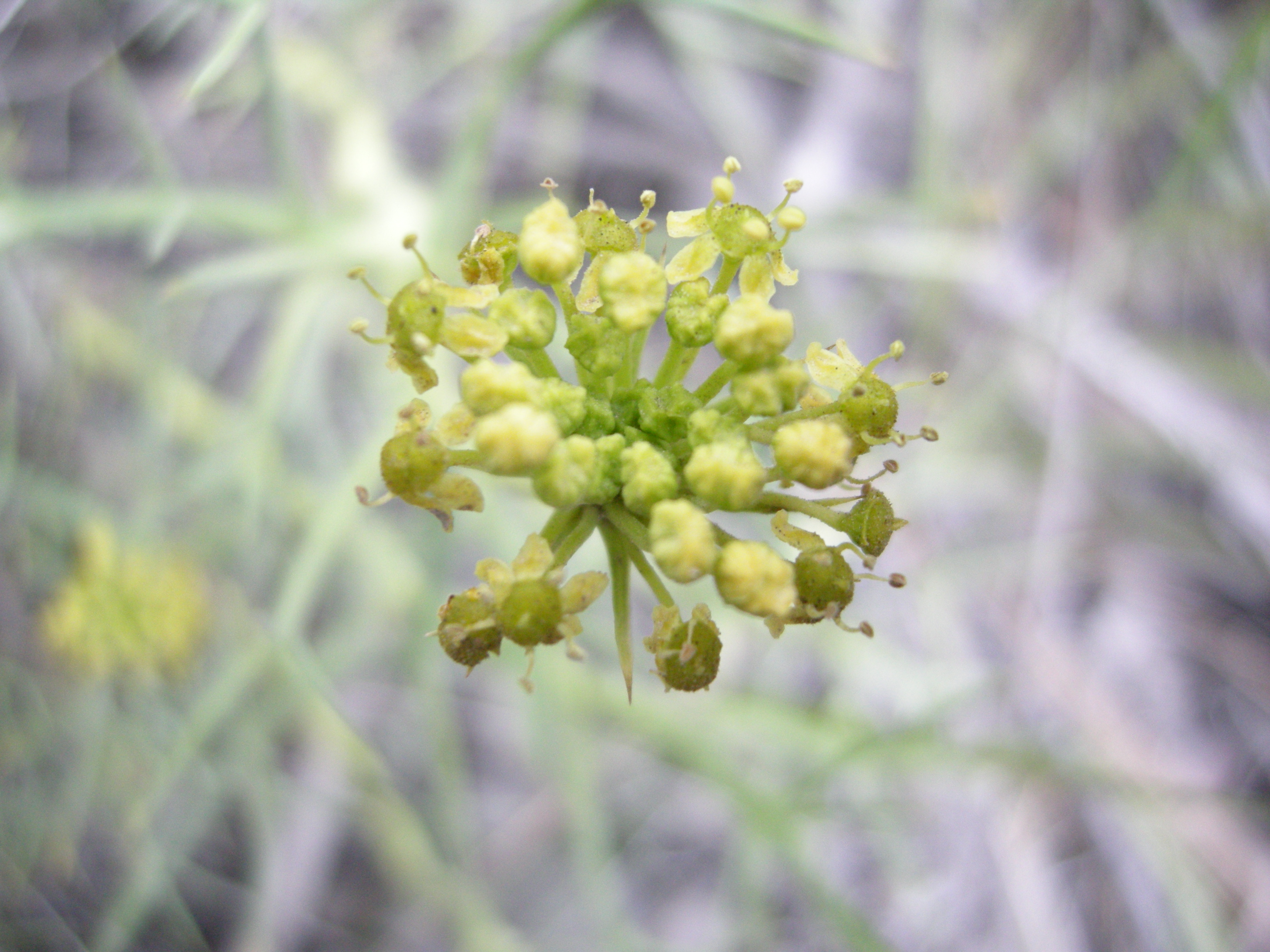
Neneo (Mulinum spinosum) : inflorescence.

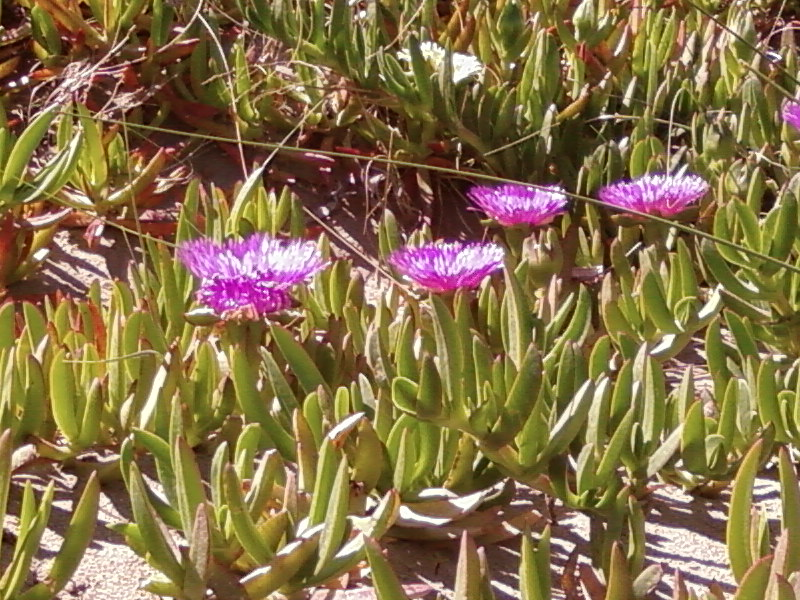
Fleurs de croc de sorcière (Carpobrotus edulis).
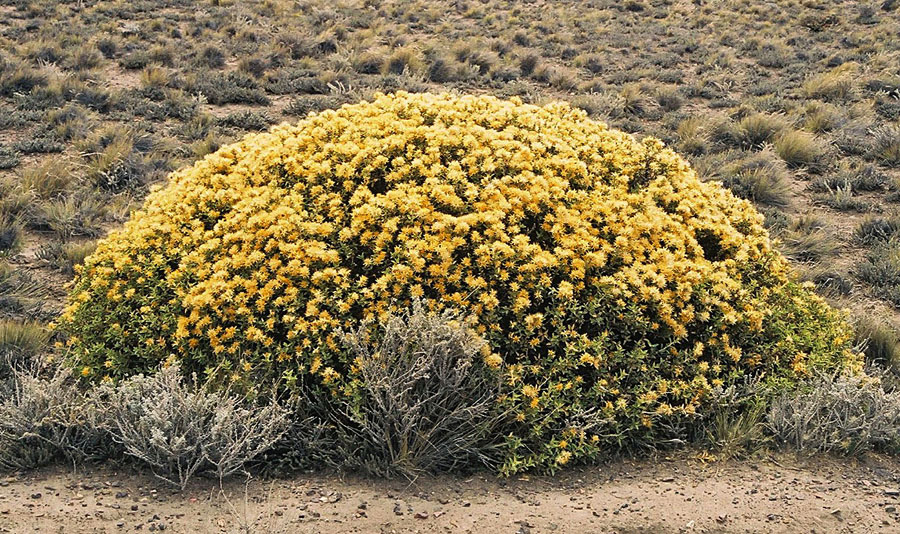
Quilembai (Chuquiraga avellanedae).
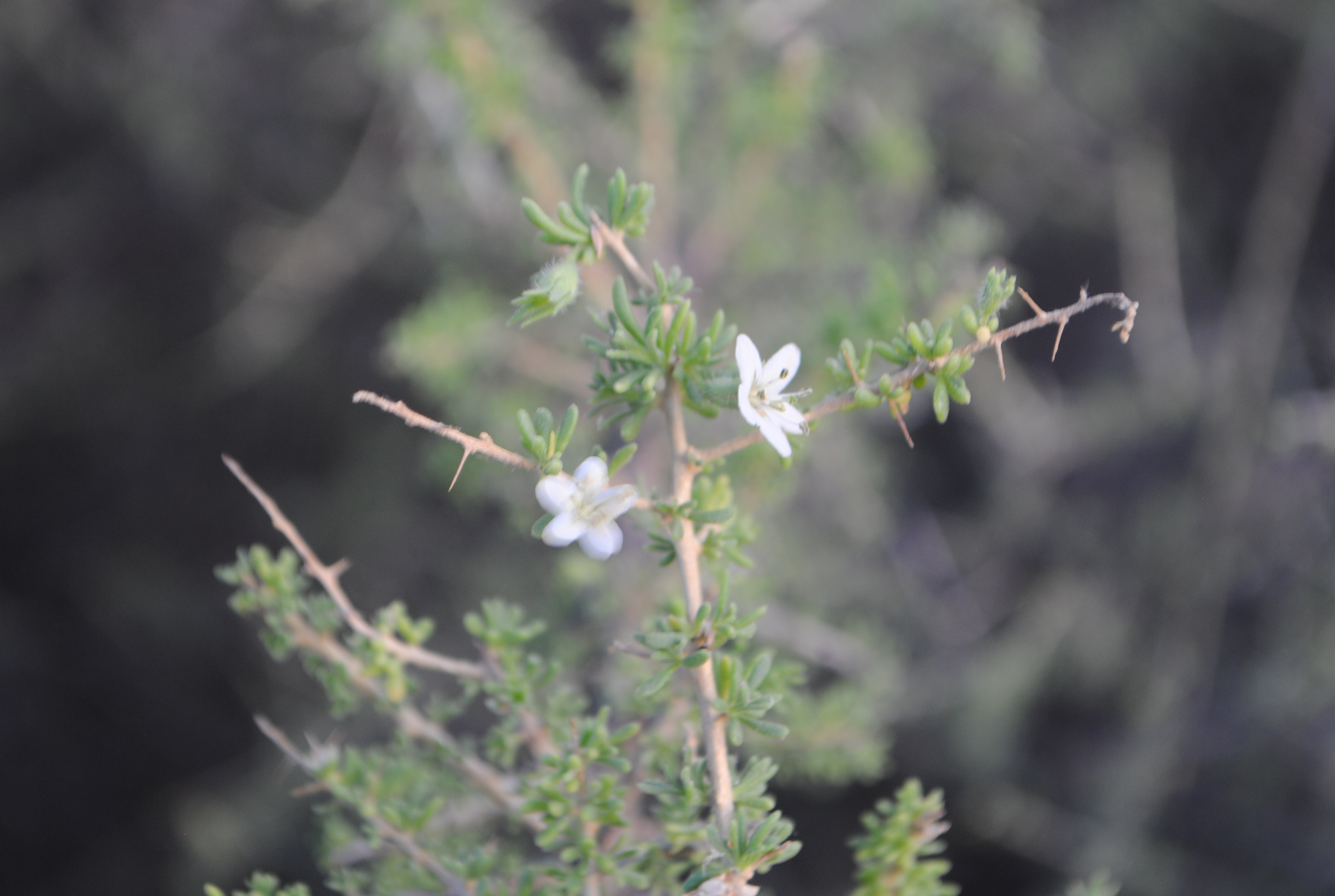
Fleurs de Lycium chilense.

## Faune

### Mammifères
La faune terrestre de mammifères est clairsemée, caractéristique des plateaux patagons : des maras, quelques guanacos, des renards gris d'Argentine, des moufettes de Patagonie (Conepatus humboldtii). Effectivement, à première vue, quand on y pénètre, ce milieu fort sec paraît semi-désertique et monotone, mais sur les côtes la péninsule attire une quantité inhabituelle d'espèces animales. Il en résulte une collection d'écosystèmes prompte à émerveiller les touristes aussi bien que les scientifiques.
Sur les côtes, la faune de mammifères marins est variée et abondante.
Des espèces peuvent y être rencontrées, comme l'éléphant de mer, les otaries à crinière entourées de leur harem, les manchots, les nandous de Darwin, les renards gris, les guanacos.
Au large, des baleines franches (Eubalaena australis) sont aussi très communes, ainsi que les orques et pseudorques (Pseudorca crassidens); il s'y trouve aussi plusieurs espèces de dauphins, tels le grand dauphin ou dauphin à gros nez (Tursiops truncatus), le dauphin de Peale (Lagenorhynchus australis), le dauphin obscur (Lagenorhynchus obscurus) et le dauphin de Commerson (Cephalorhynchus commersonii).

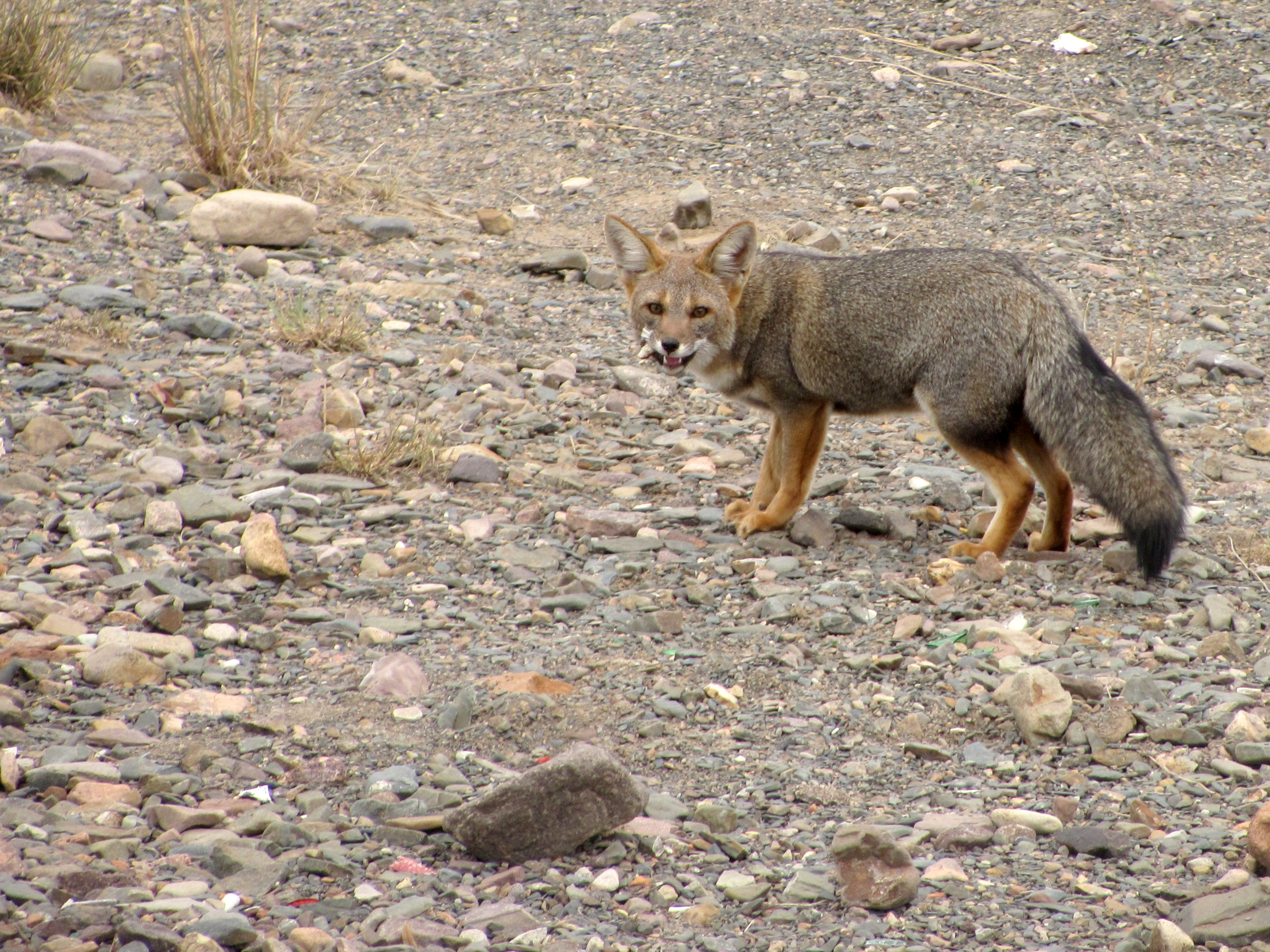
Le Renard gris d'Argentine ou renard de Patagonie (Lycalopex griseus) ne pèse guère plus de trois kilos.
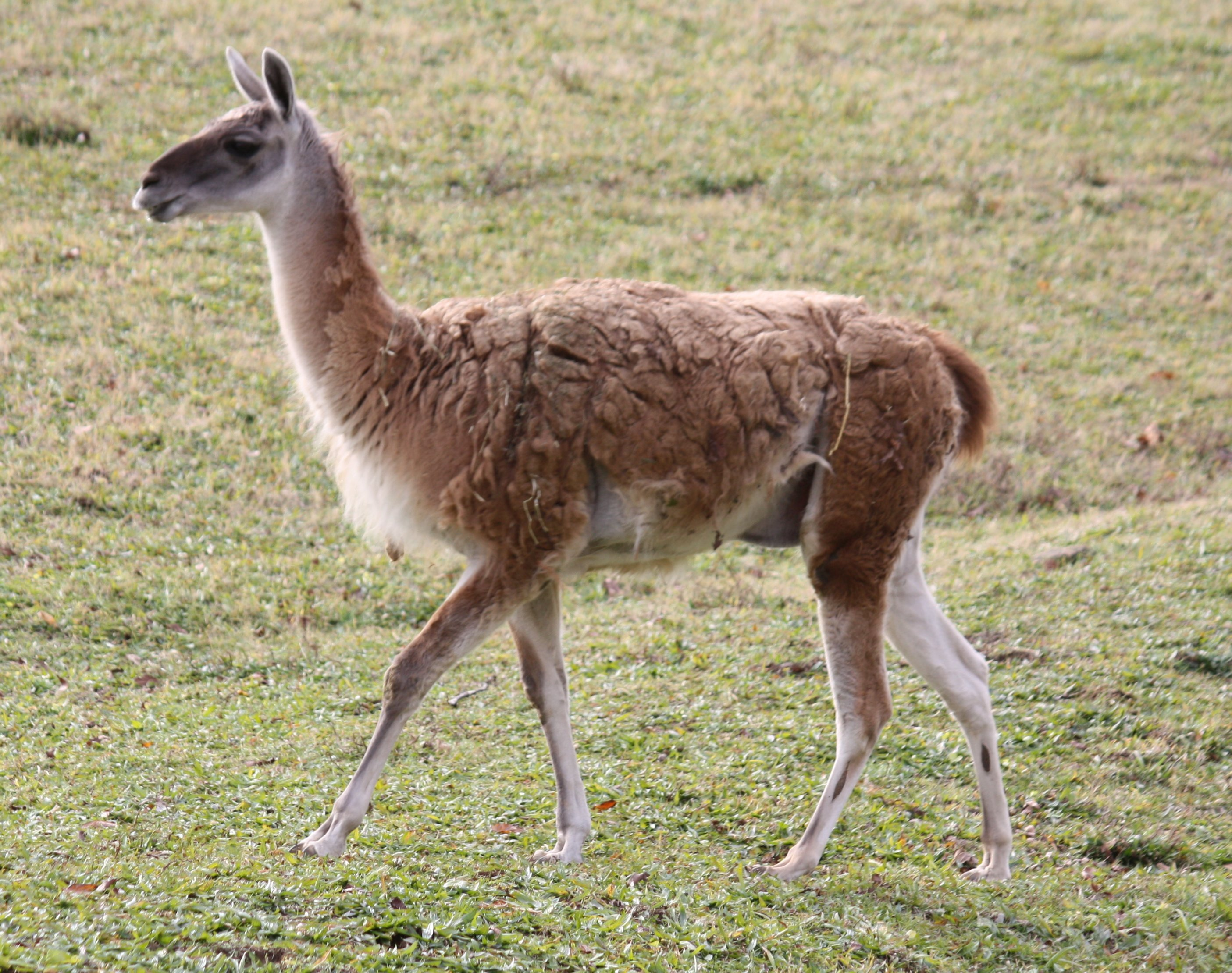
Le guanaco (Lama guanicoe) est un herbivore, il se nourrit d'herbes, feuilles d'arbustes et de diverses plantes.
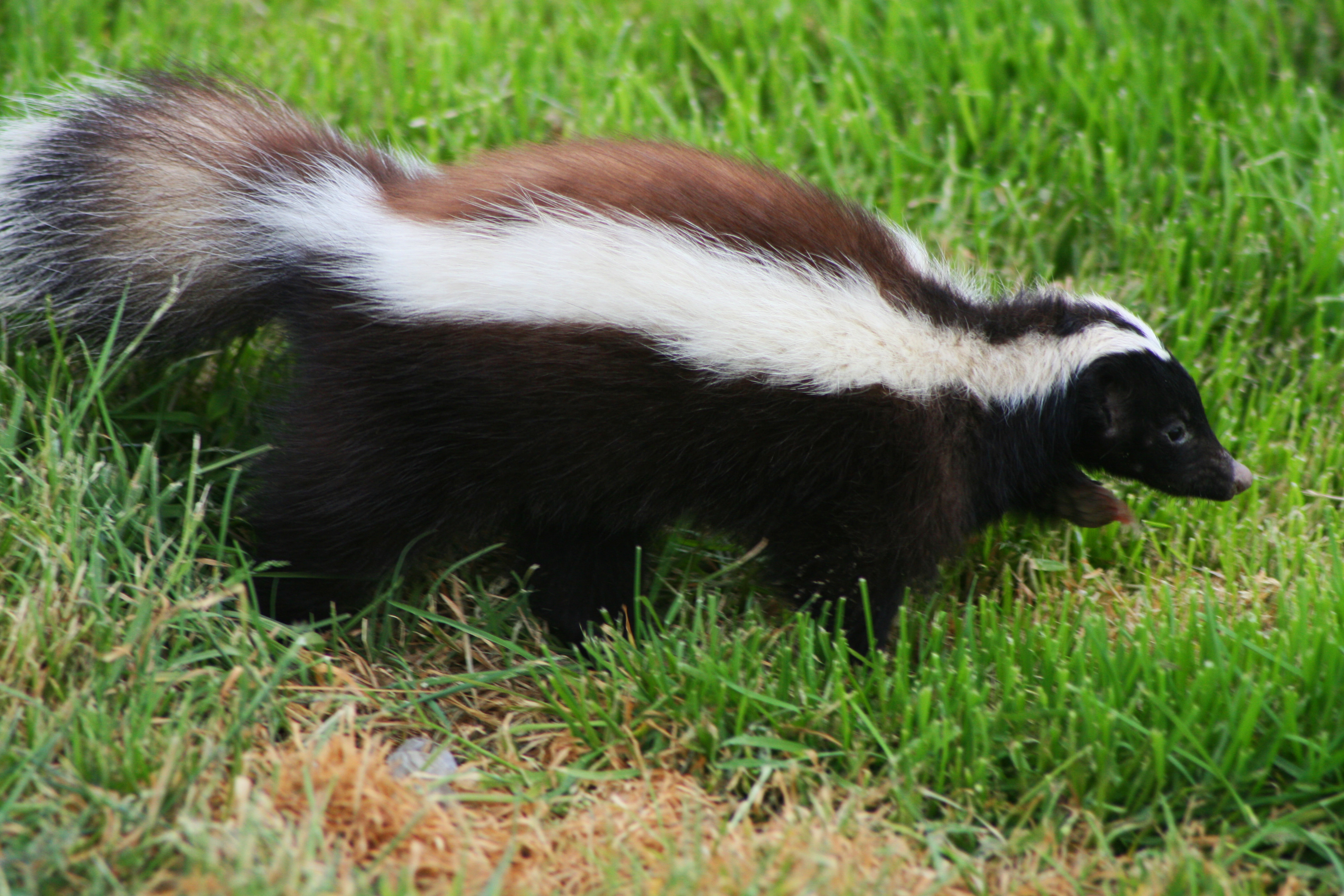
Moufette de Patagonie ou moufette à nez de cochon (Conepatus humboldtii)

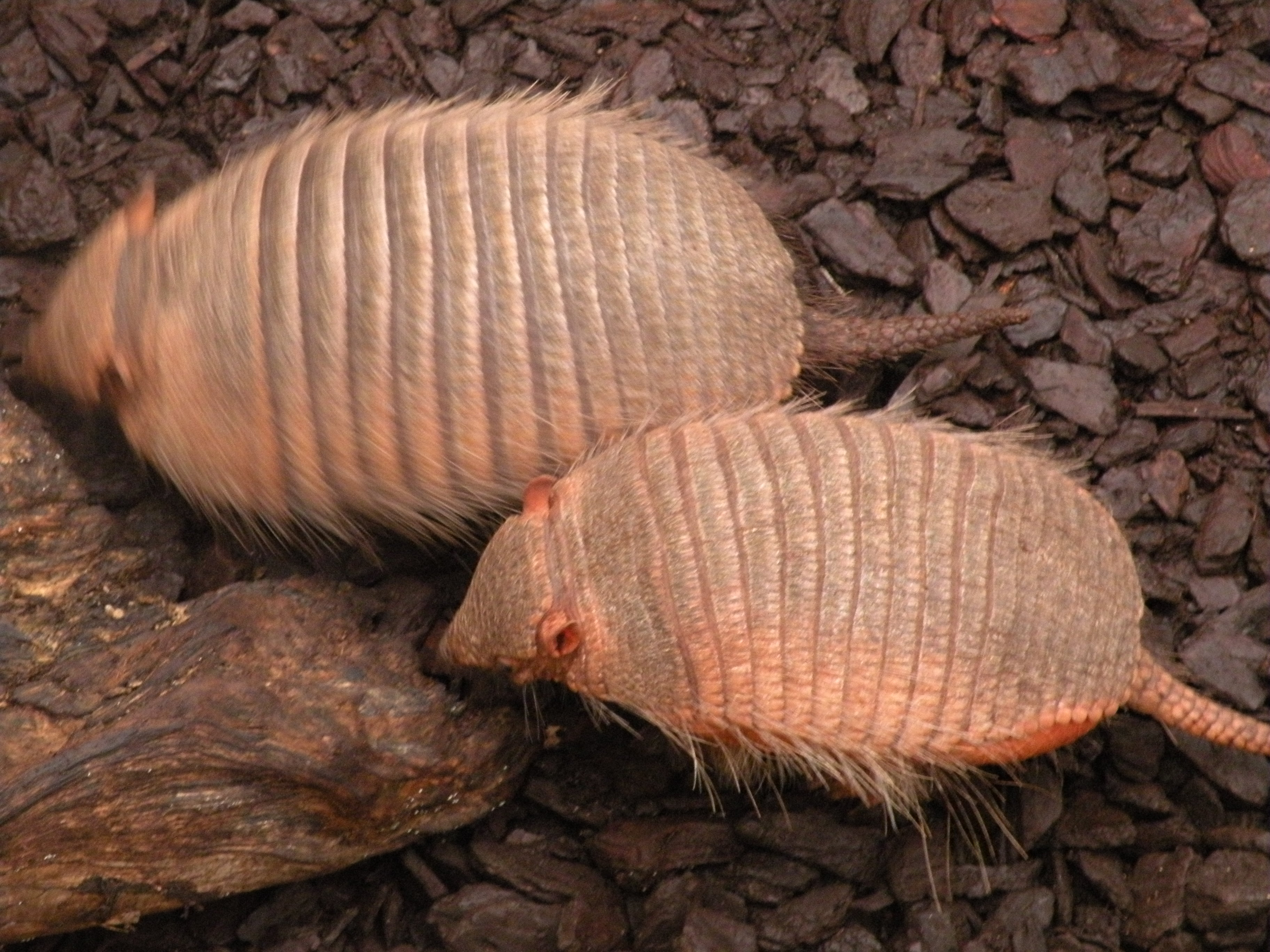
Pichis ou tatous velus de Patagonie (Zaedyus pichiy)
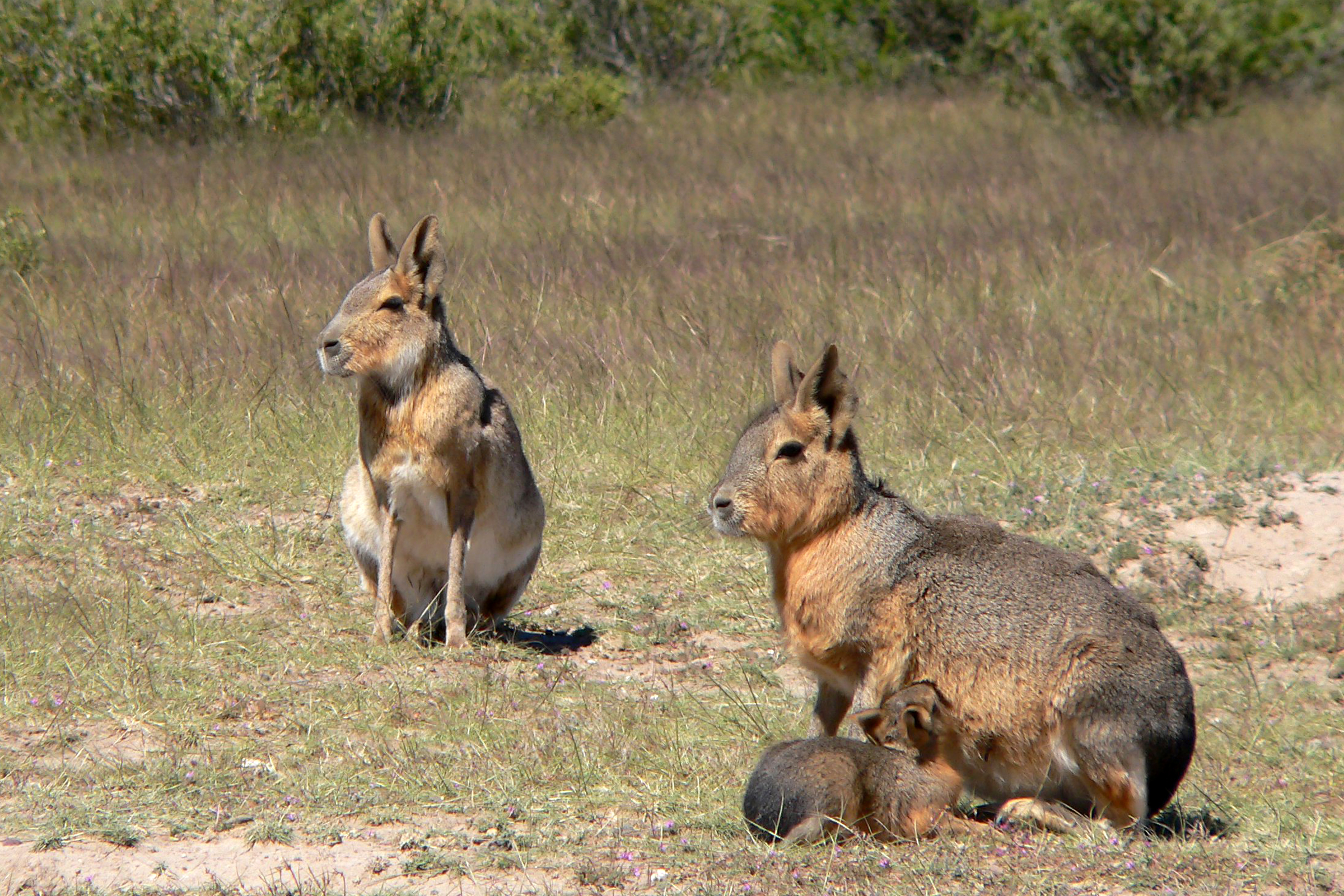
Un couple de maras (ou lièvres de Patagonie)
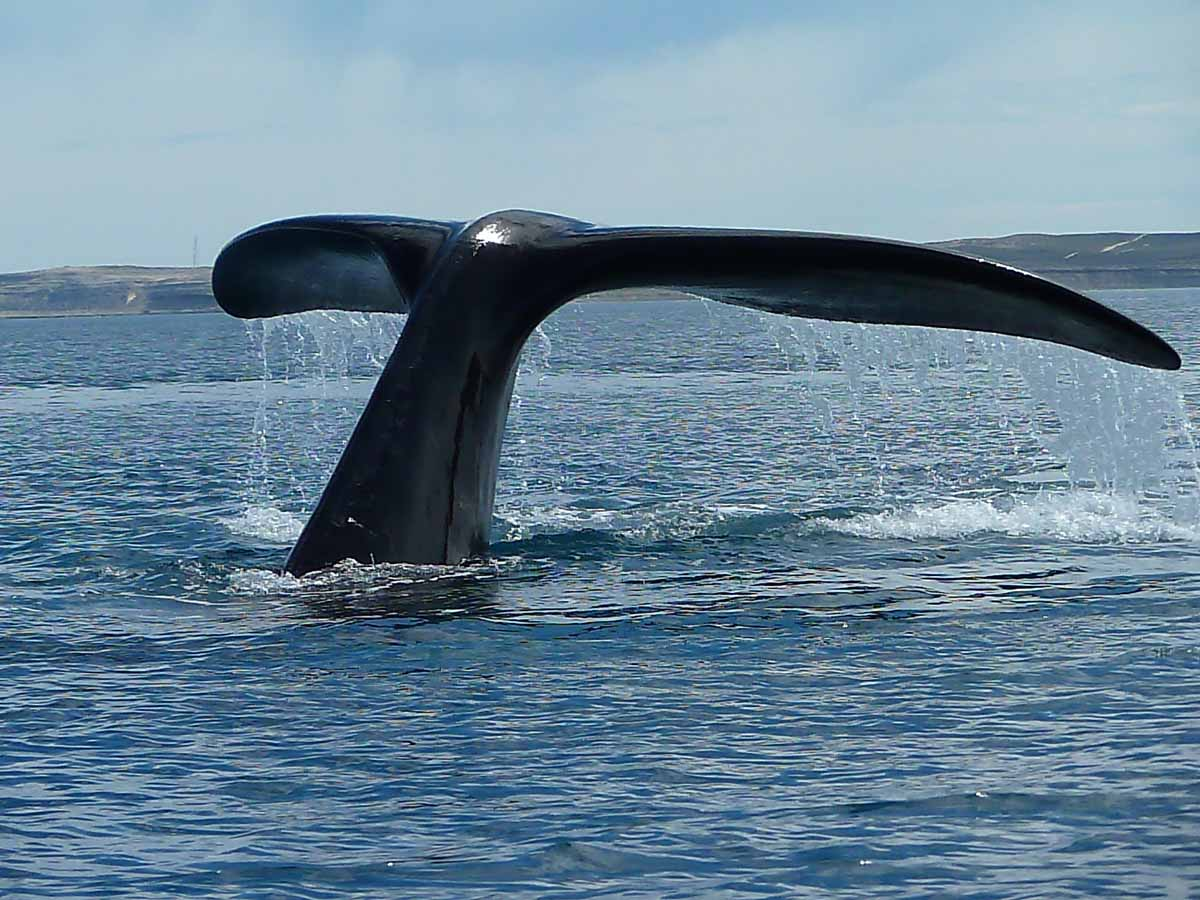
La queue d'une baleine plongeant près de la péninsule

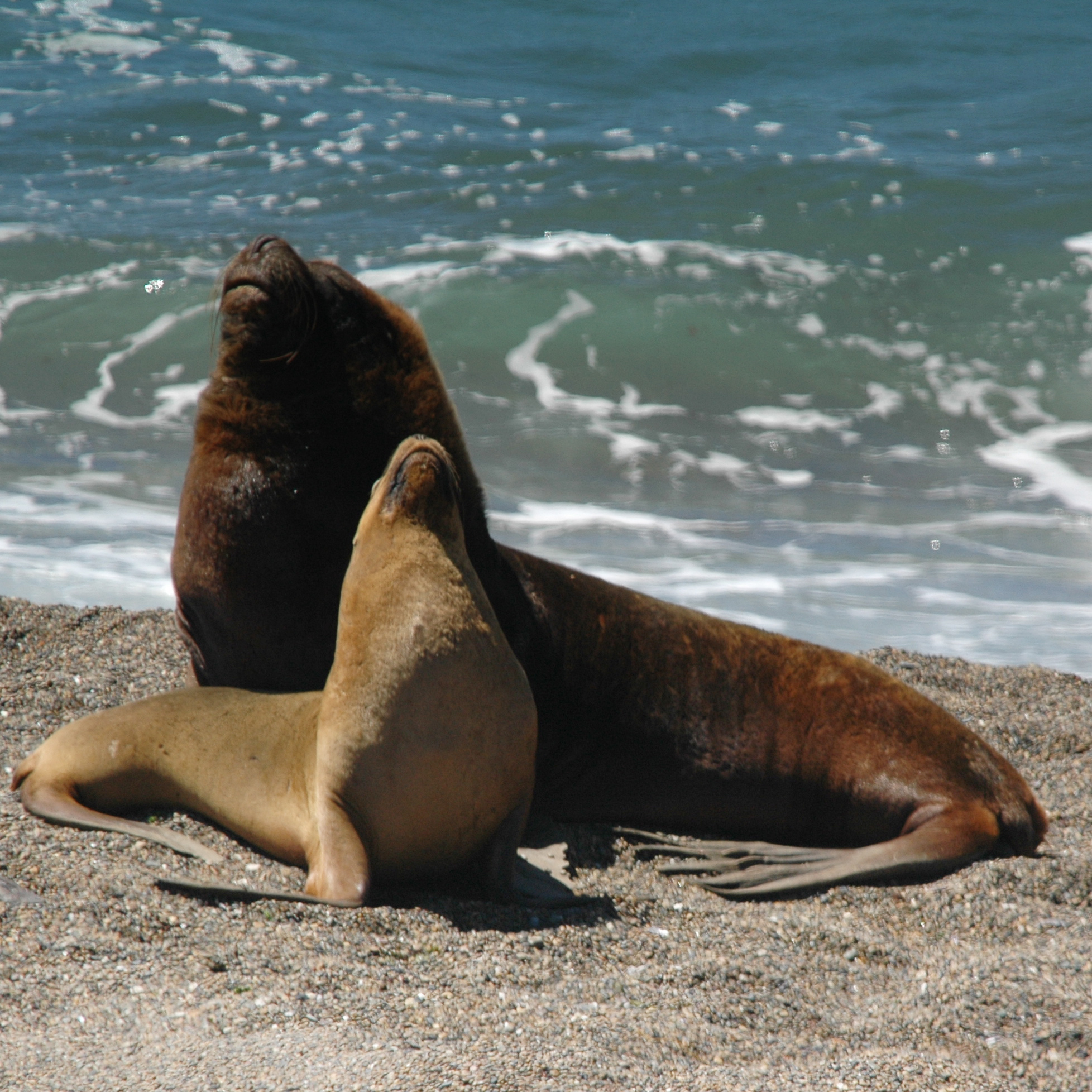
Otaries à crinière ou lions marins (Otaria flavescens), ici mâle et femelle.
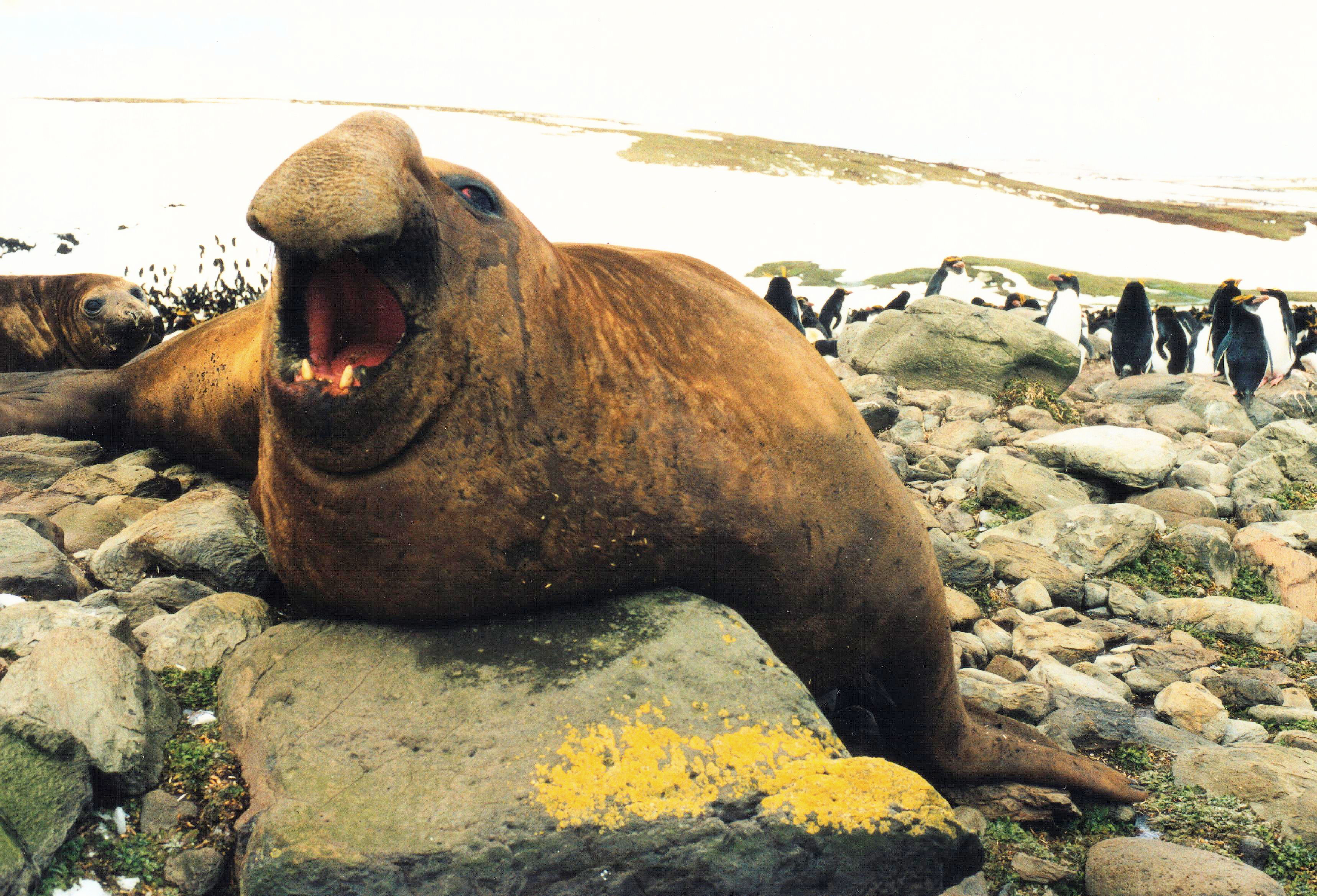
Éléphant de mer austral mâle (Mirounga leonina). Il peut peser jusqu'à 3,7 tonnes, et est le plus grand des phoques.
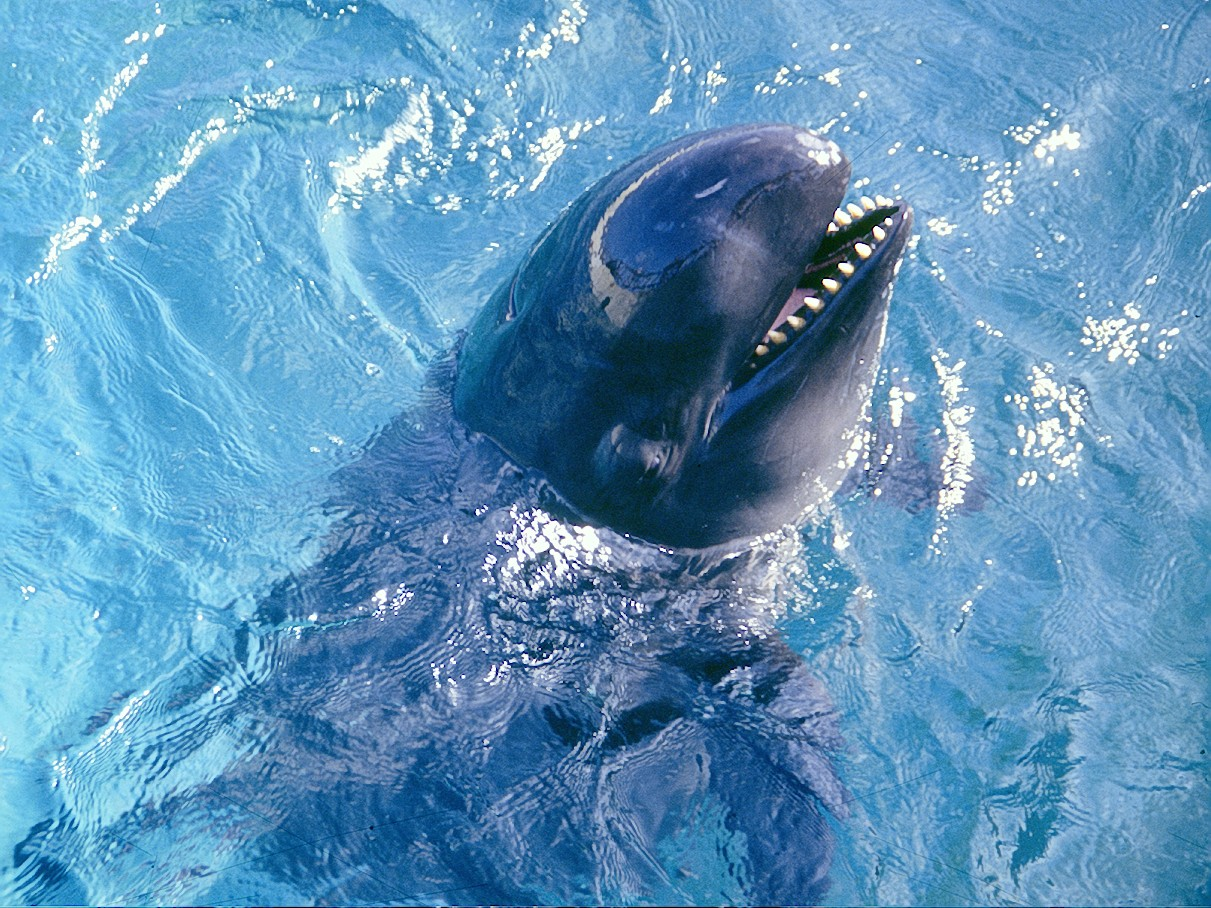
Tête d'une pseudorque ou Pseudorca crassidens.

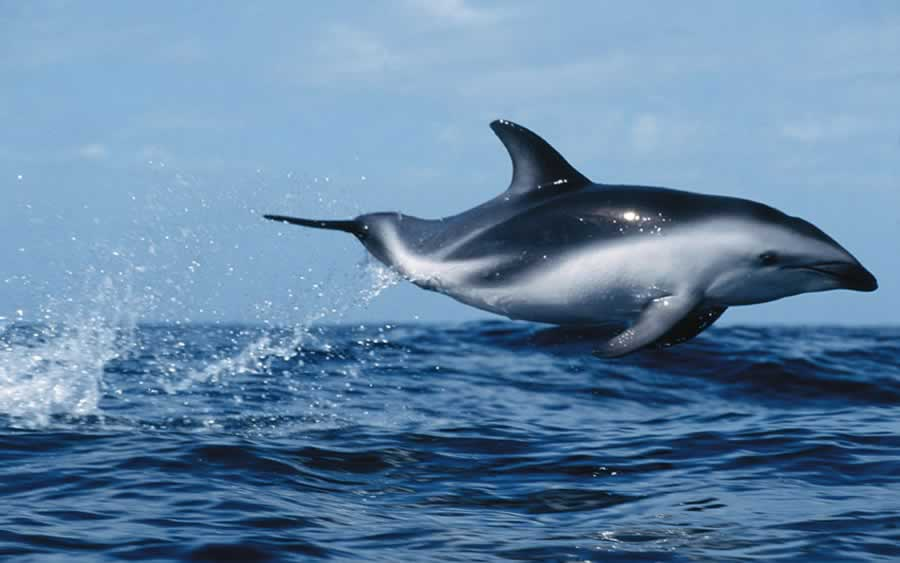
Dauphin obscur (Lagenorhynchus obscurus).
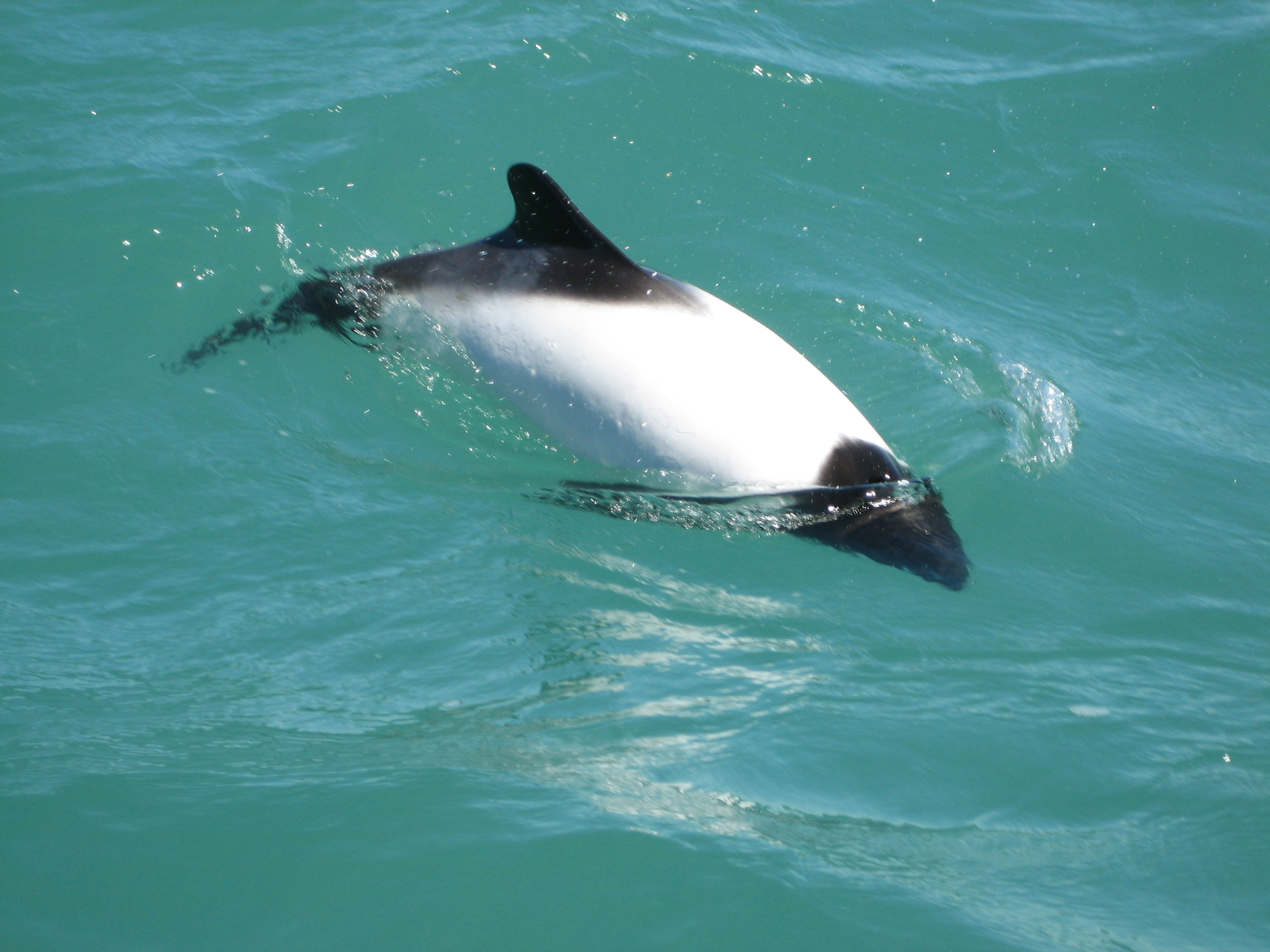
Un dauphin de Commerson ou Cephalorhynchus commersonii.
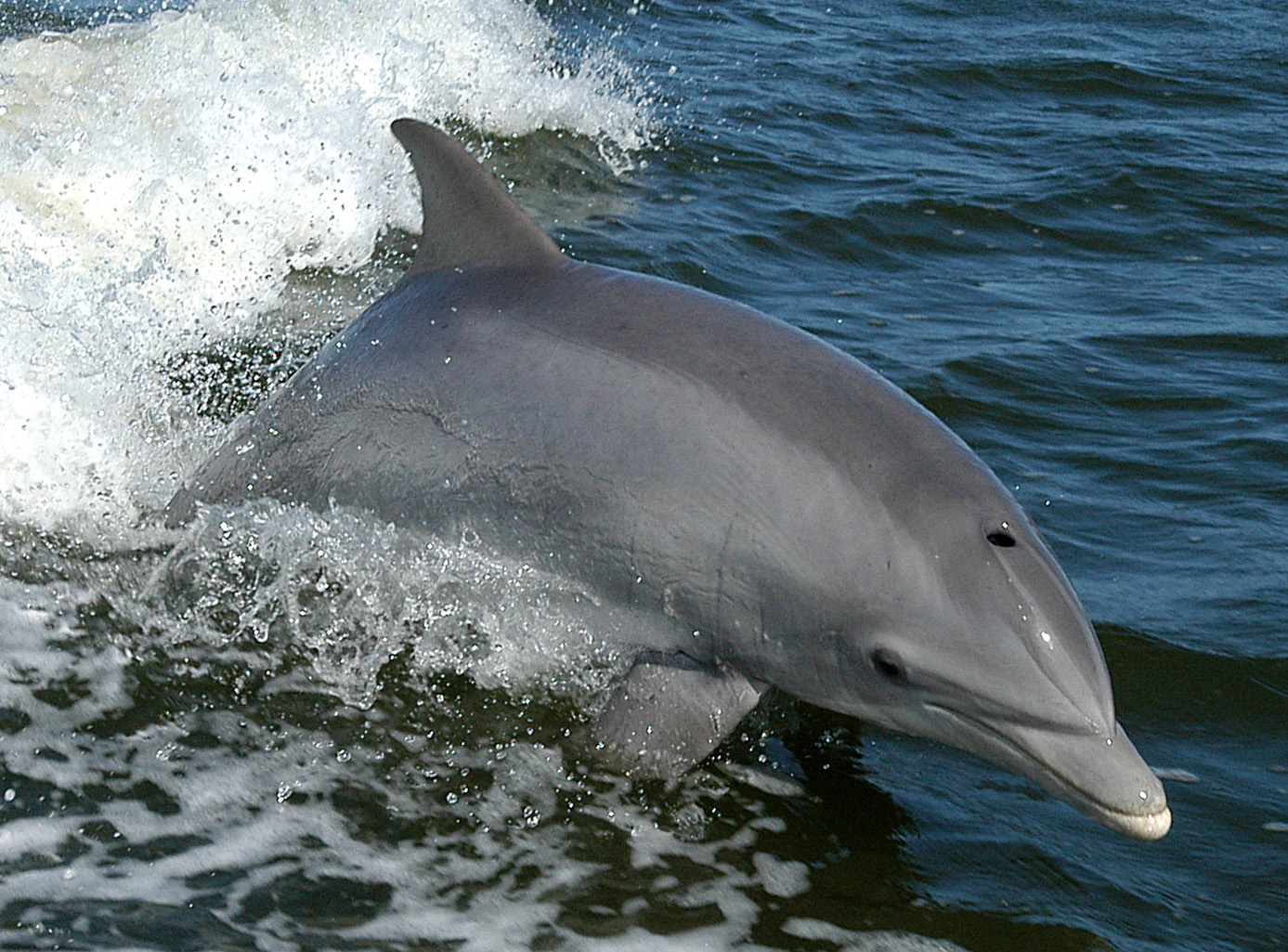
Grand dauphin également appelé dauphin souffleur ou dauphin à gros nez (Tursiops truncatus).

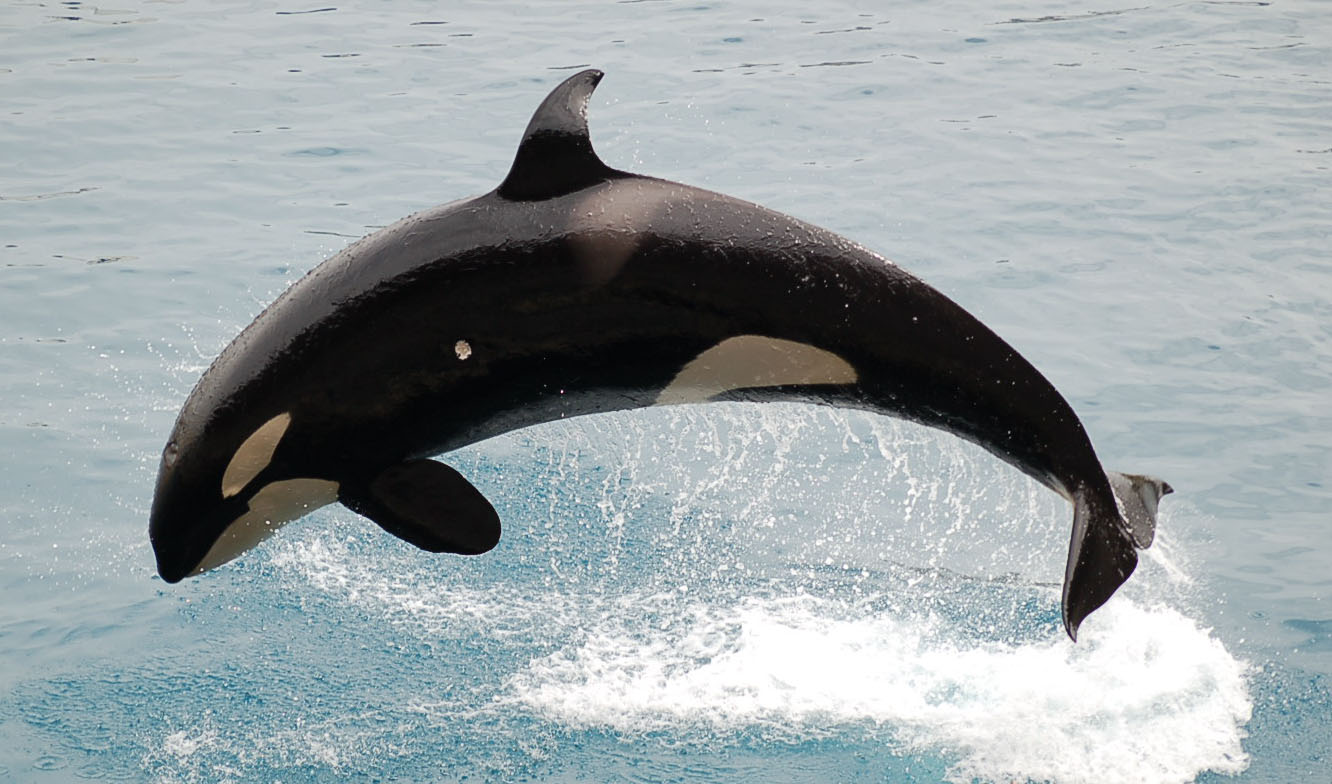
Orque sautant hors de l’eau (Orcinus orca).
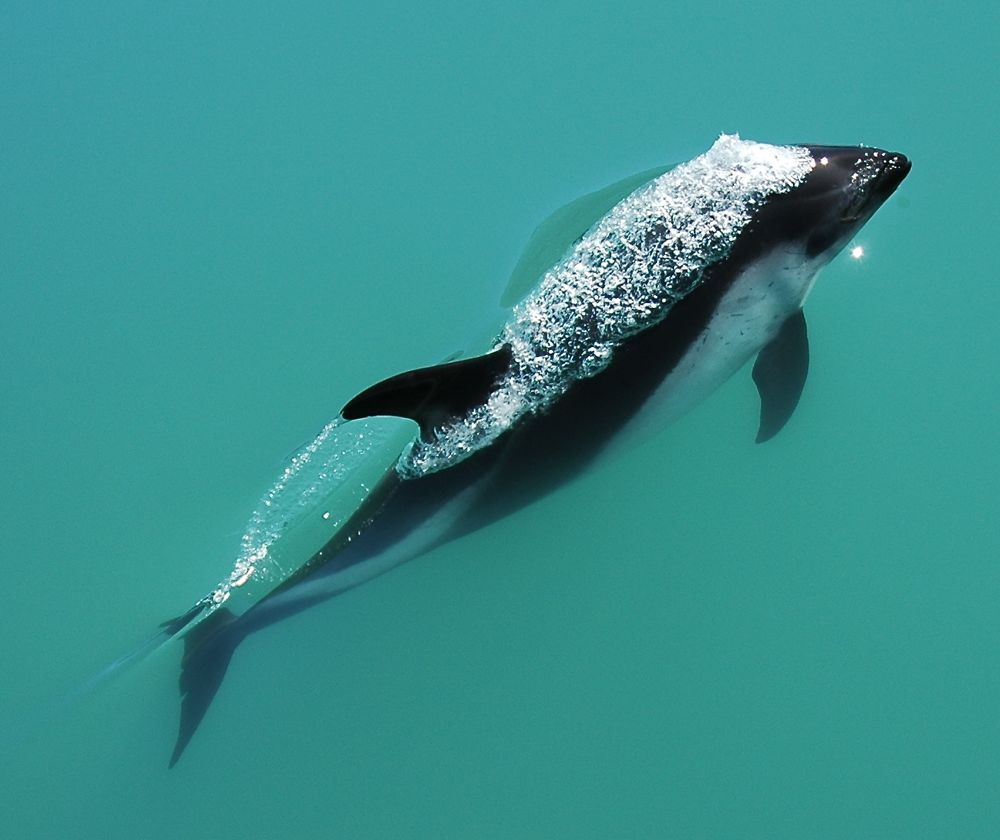
Dauphin de Peale (Lagenorhynchus australis).
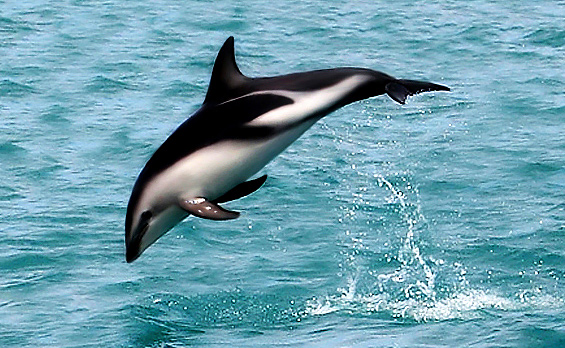
Dauphin obscur.

### Oiseaux
On dénombre dans la péninsule pas moins de 181 espèces d'oiseaux, 108 terrestres et 73 marines et côtières (en 1999). Parmi elles 93 se reproduisent dans l'aire protégée. Il existe d'importantes colonies d'oiseaux marins, totalisant plus de 110 000 couples. Les très importantes colonies de manchots de Magellan (Spheniscus magellanicus) sont actuellement en expansion.
Parmi les autres oiseaux marins qui nidifient dans la zone, il faut citer le goéland dominicain  (Larus dominicanus), le cormoran noir (Phalacrocorax magellanicus), le cormoran vigua ou biguá (Phalacrocorax brasilianus), le gaviotín sud-americano ou sterne hirundinacée (Sterna hirundinacea) et le sterne caugek (Sterna sandvicensis). On peut observer en outre le bécasseau à croupion blanc (Calidris fuscicollis), le bécasseau sanderling (Calidris alba), la barge hudsonienne (Limosa haemastica), le bécasseau maubèche (Calidris canutus rufa) (surtout dans le Golfe San José). On observe aussi le choique ou nandou (Rhea pennata), le phrygile charbonnier (Phrygilus carbonarius), le synallaxe de Patagonie (Asthenes patagonica), la monjita chocolate (Neoxolmis rufiventris), la monjita castaña (Neoxolmis rubetra), le flamant austral (Phoenicopterus chilensis) (sur les côtes), le pétrel géant commun (Macronectes giganteus), l'albatros ceja negra (Thalassarche melanophris), le pétrel barba blanca (Procellaria aequinoctialis), le pétrel gigante oscuro (Macronectes halli).

Manchot de Magellan (Spheniscus magellanicus).
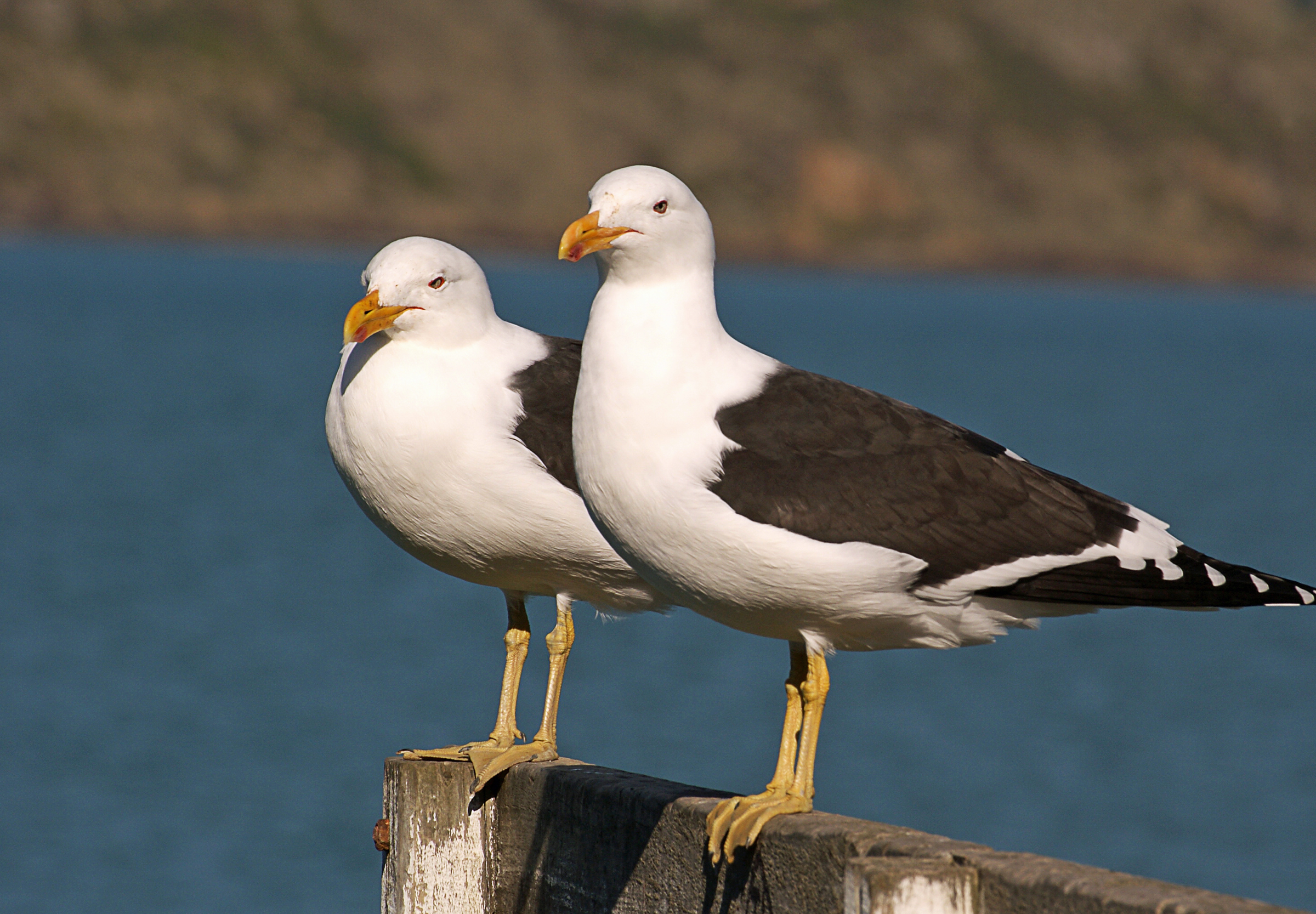
Goélands dominicains (Larus dominicanus).
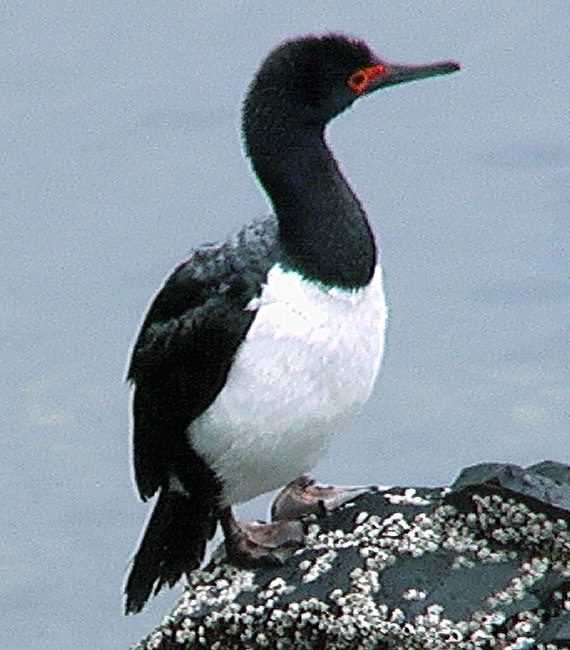
Cormoran de Magellan (Phalacrocorax magellanicus).

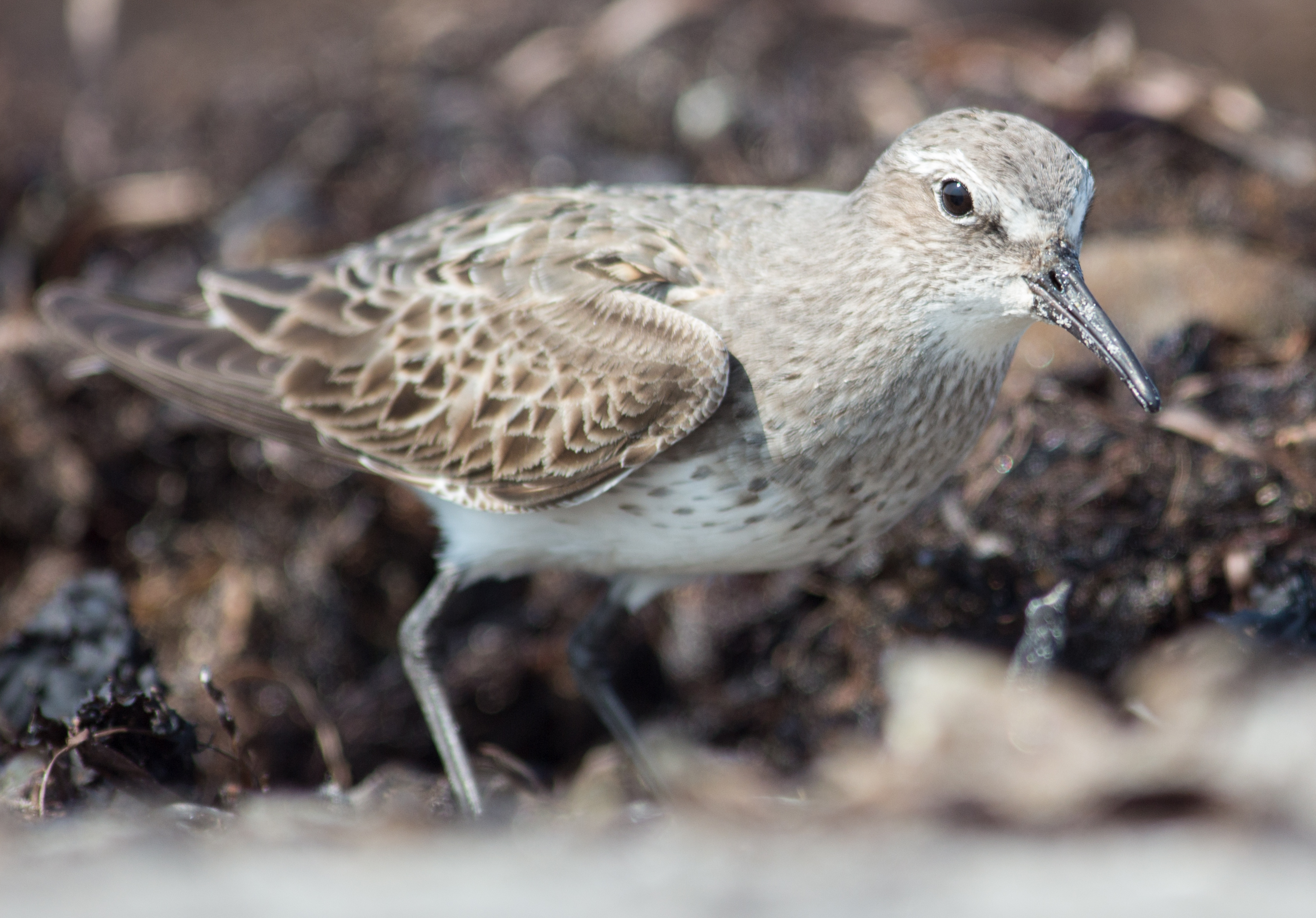
Bécasseau à croupion blanc (Calidris fuscicollis).
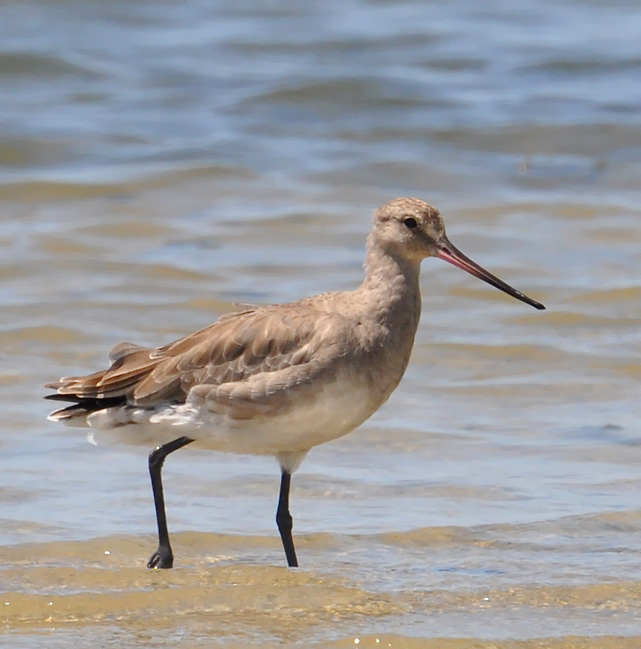
Barge hudsonienne (Limosa haemastica).
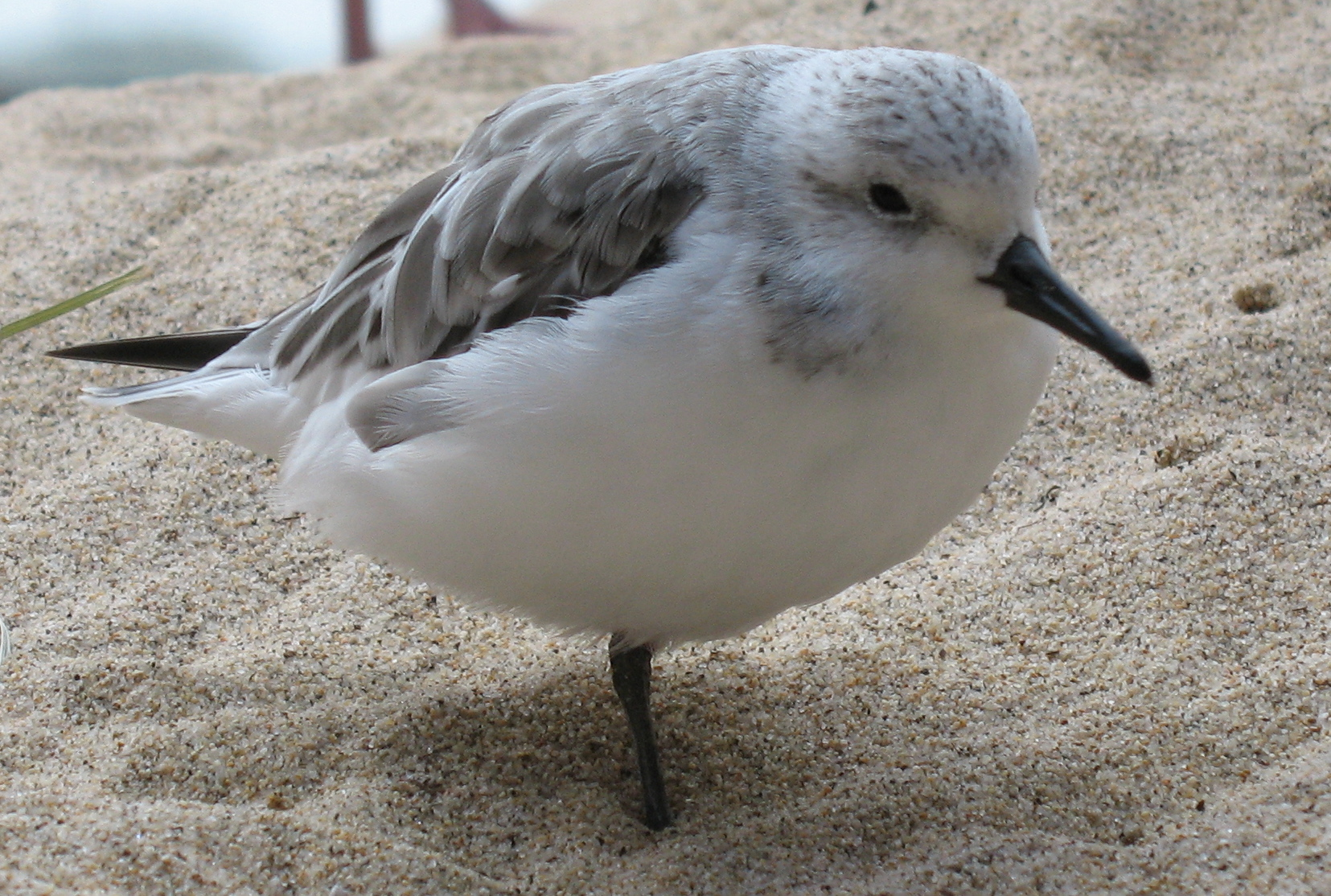
Bécasseau sanderling (Calidris alba).

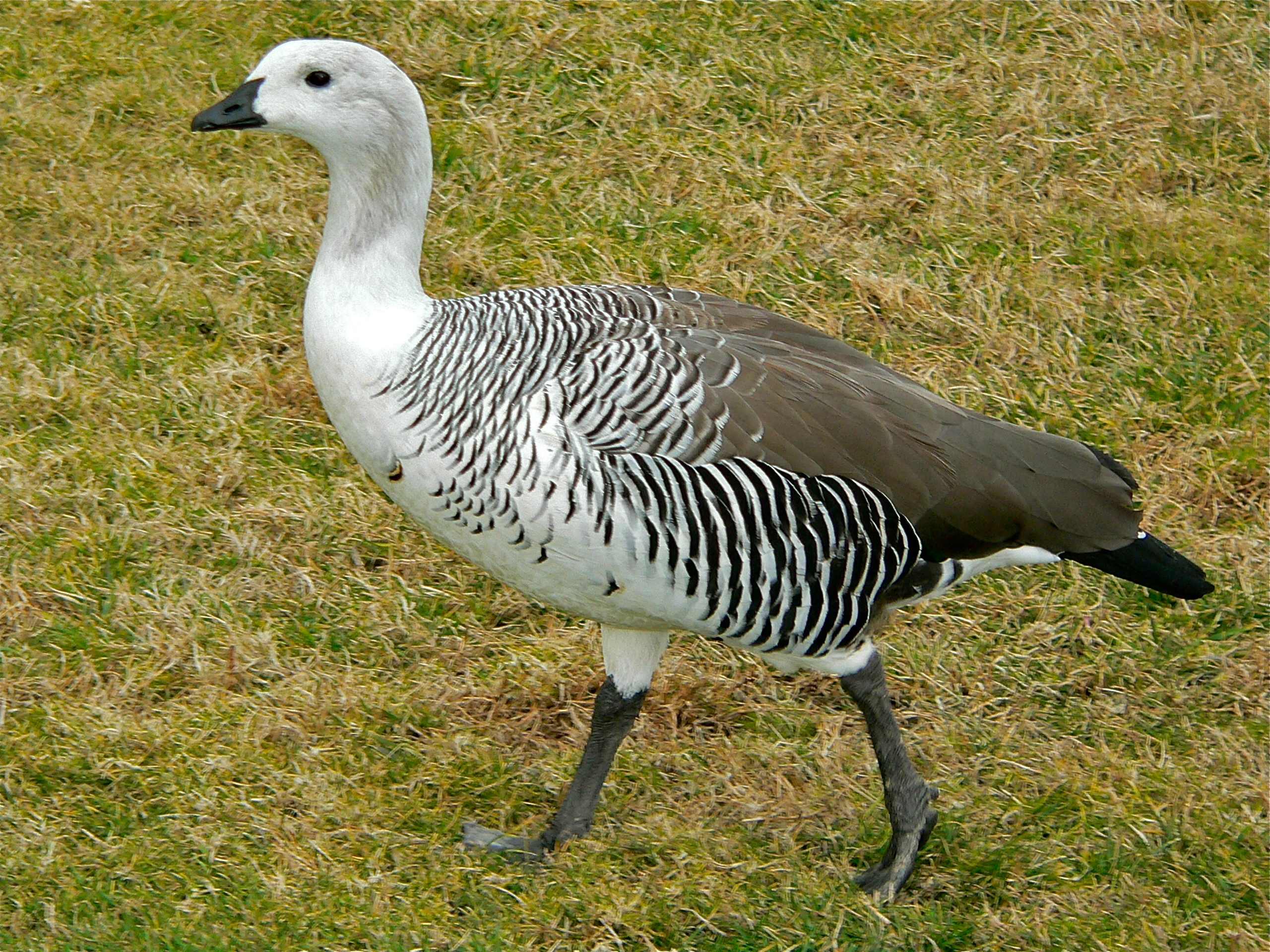
Ouette de Magellan (Chloephaga picta). Ici un mâle.
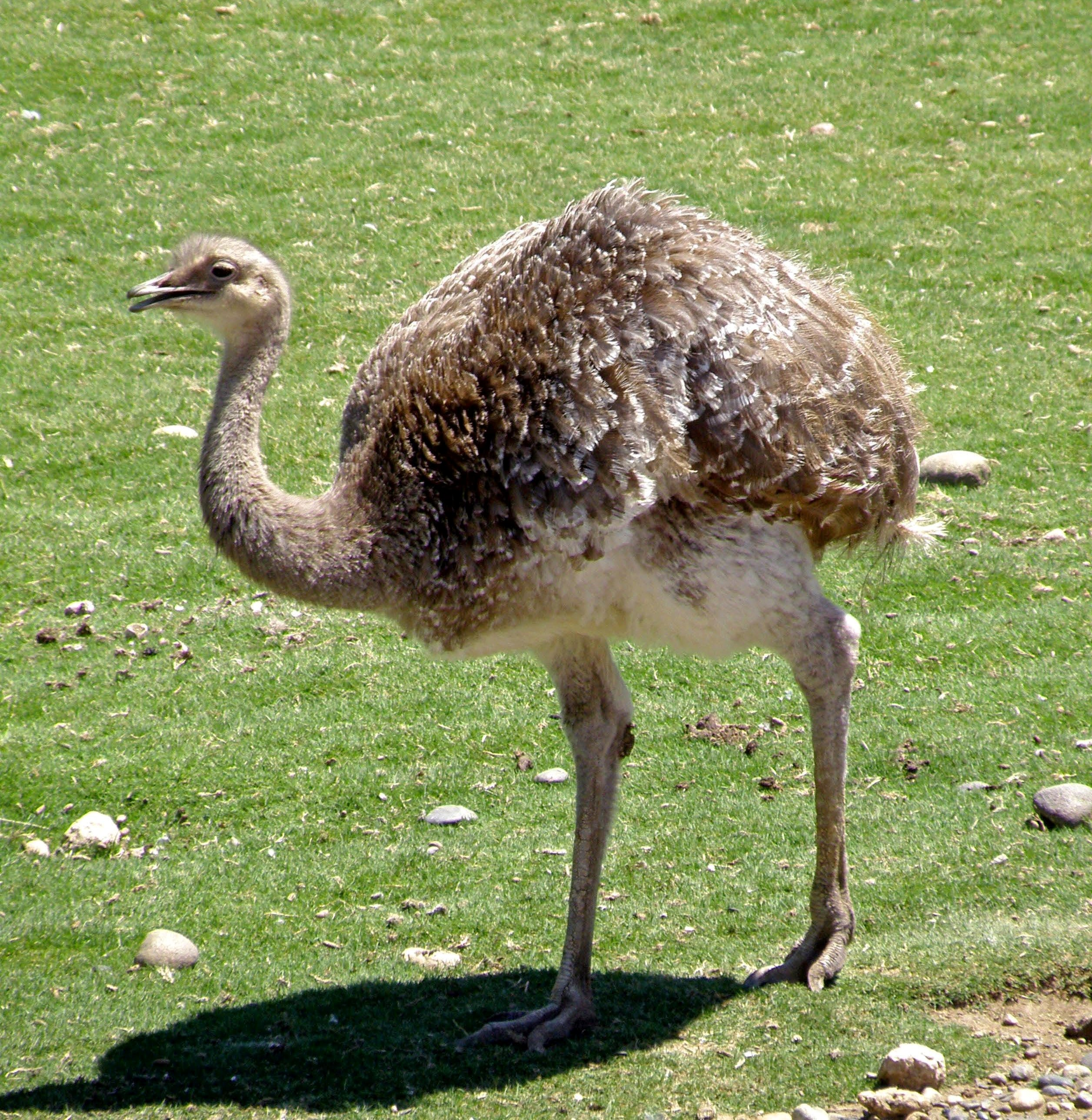
Nandou de Darwin (Rhea pennata pennata). Ici sous-espèce de Patagonie.
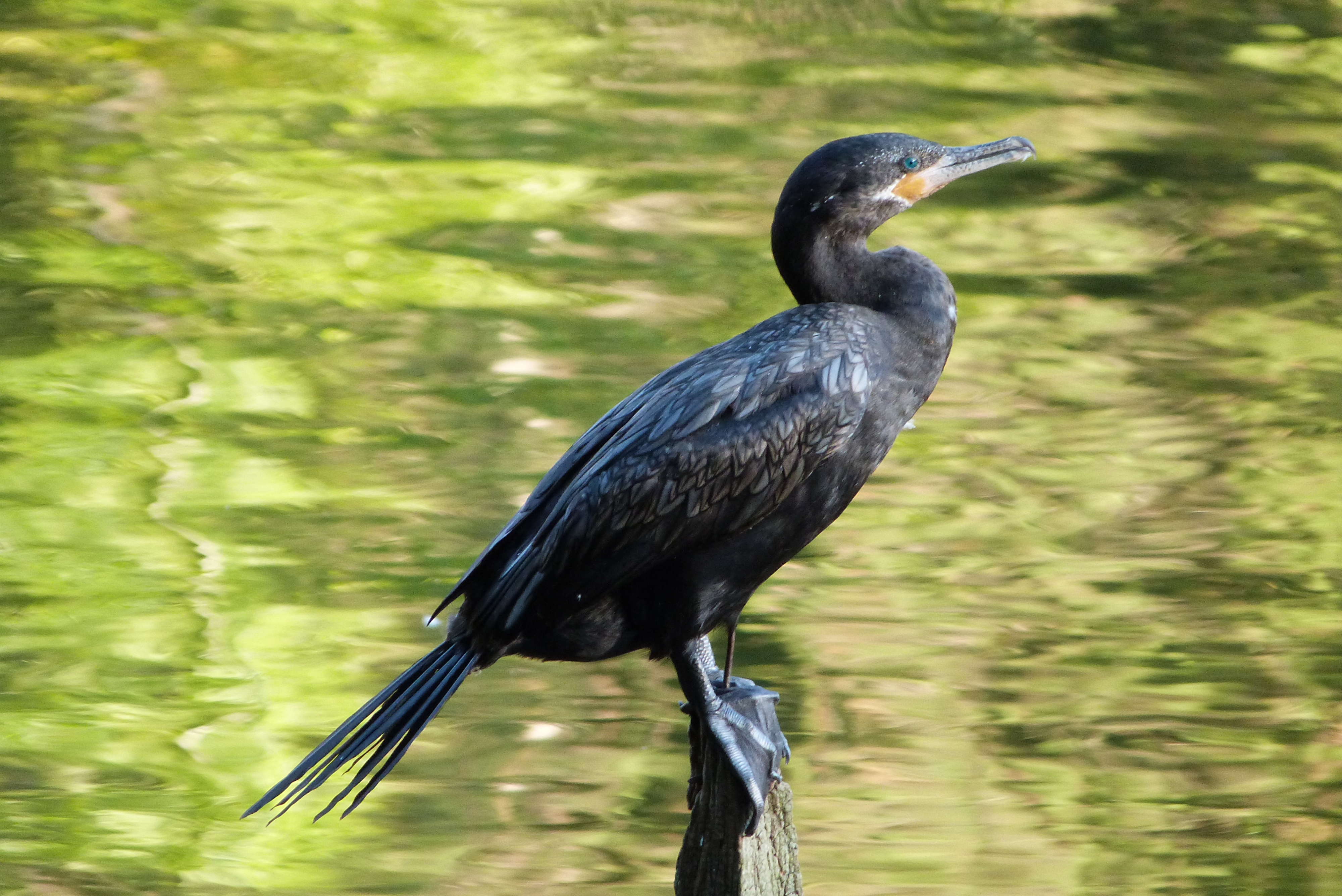
Cormoran vigua ou biguá (Phalacrocorax brasilianus).

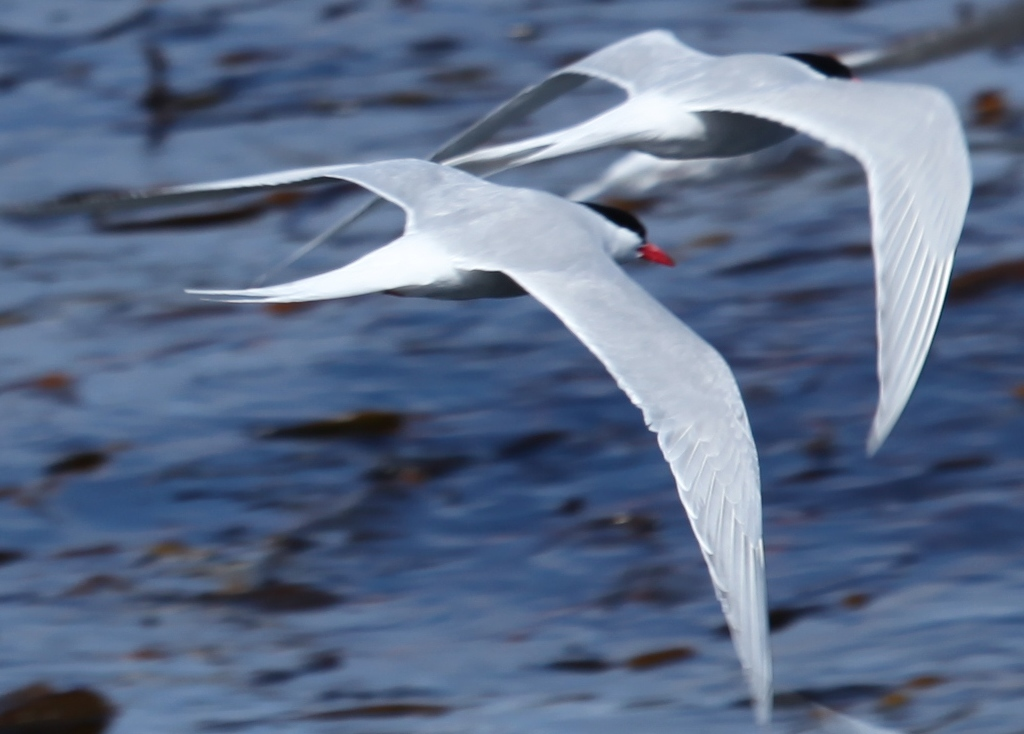
Sterne hirundinacée (Sterna hirundinacea).
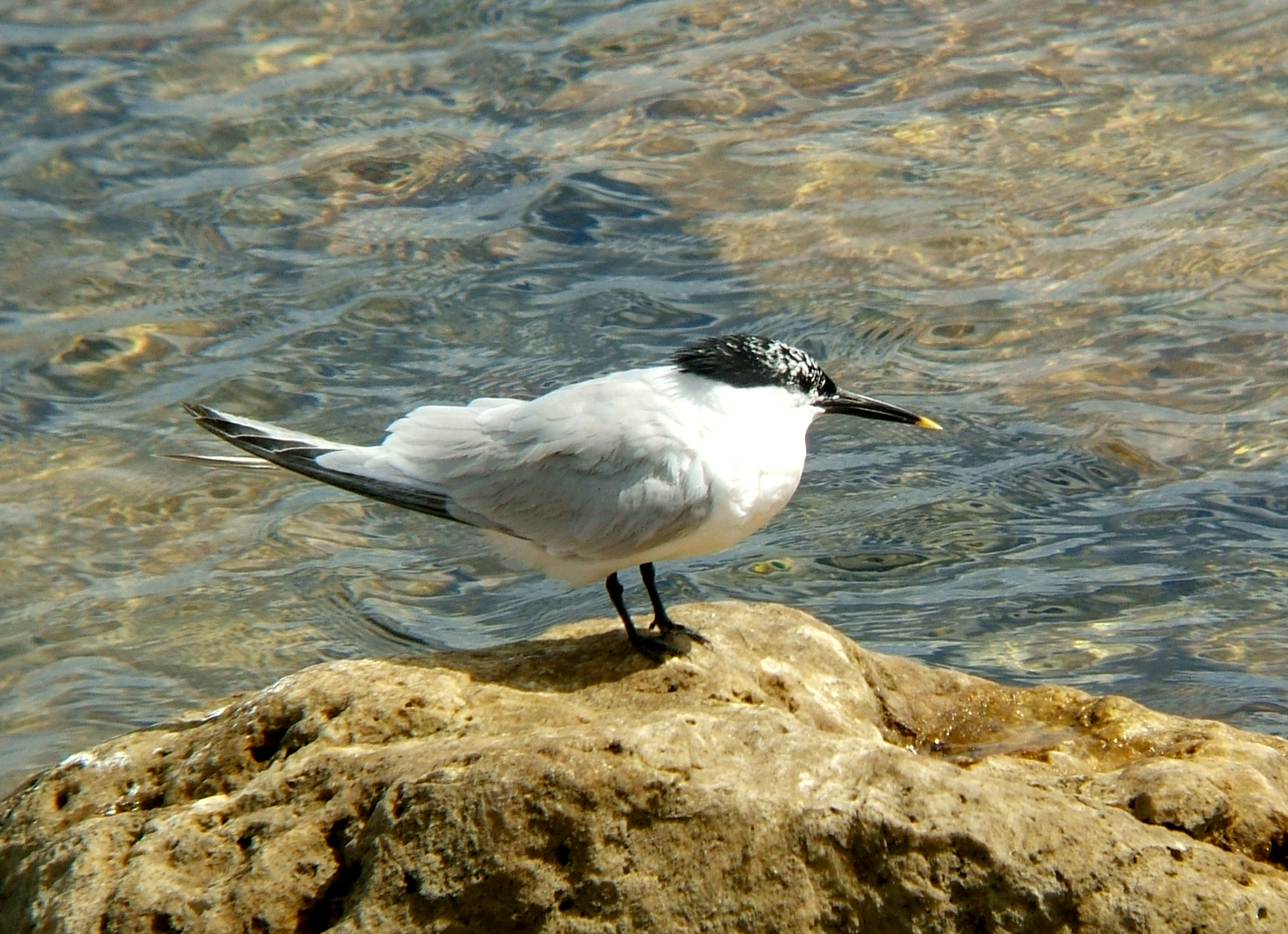
Sterne caugek (Sterna sandvicensis).
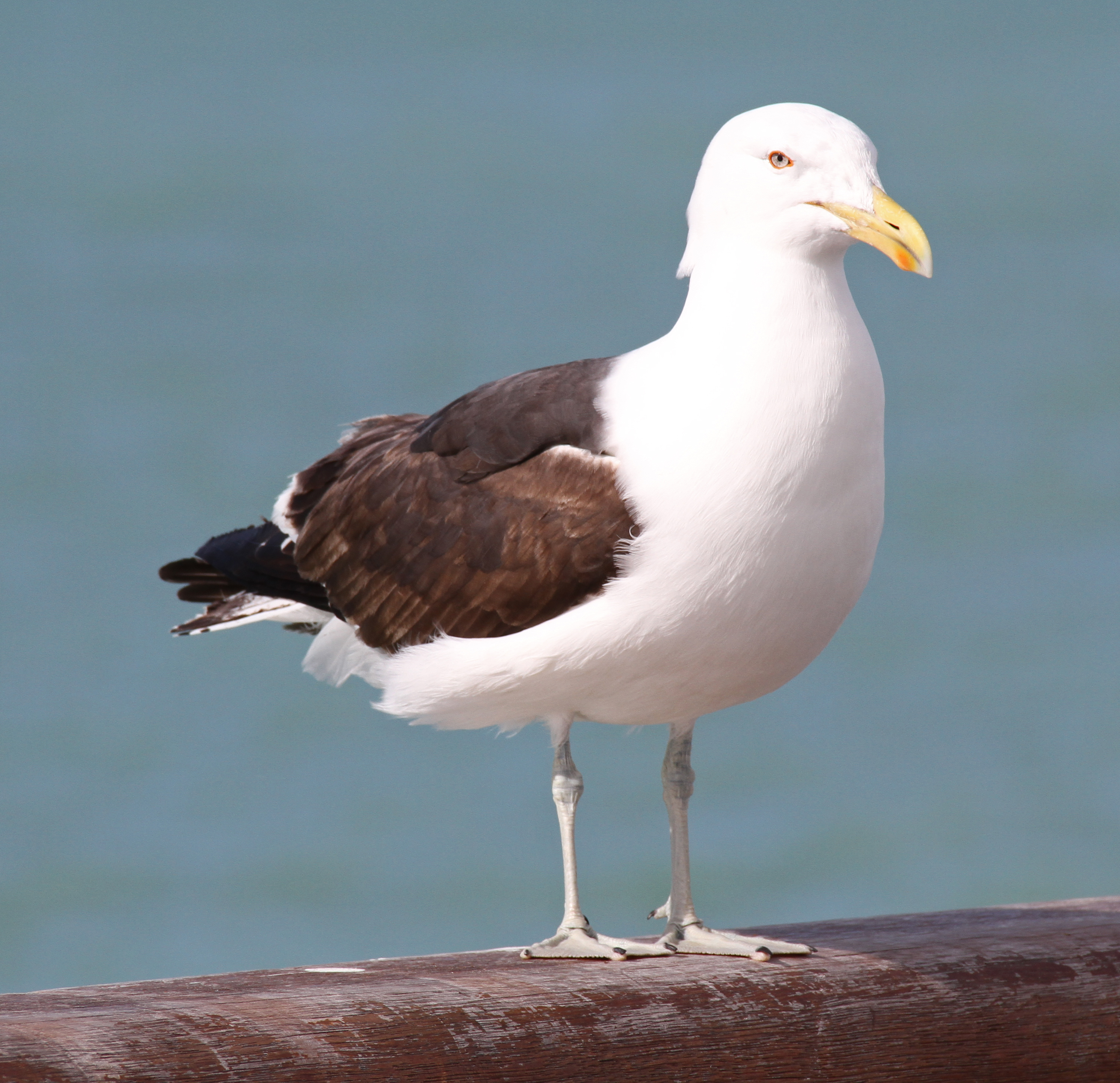
Goéland dominicain  (Larus dominicanus).

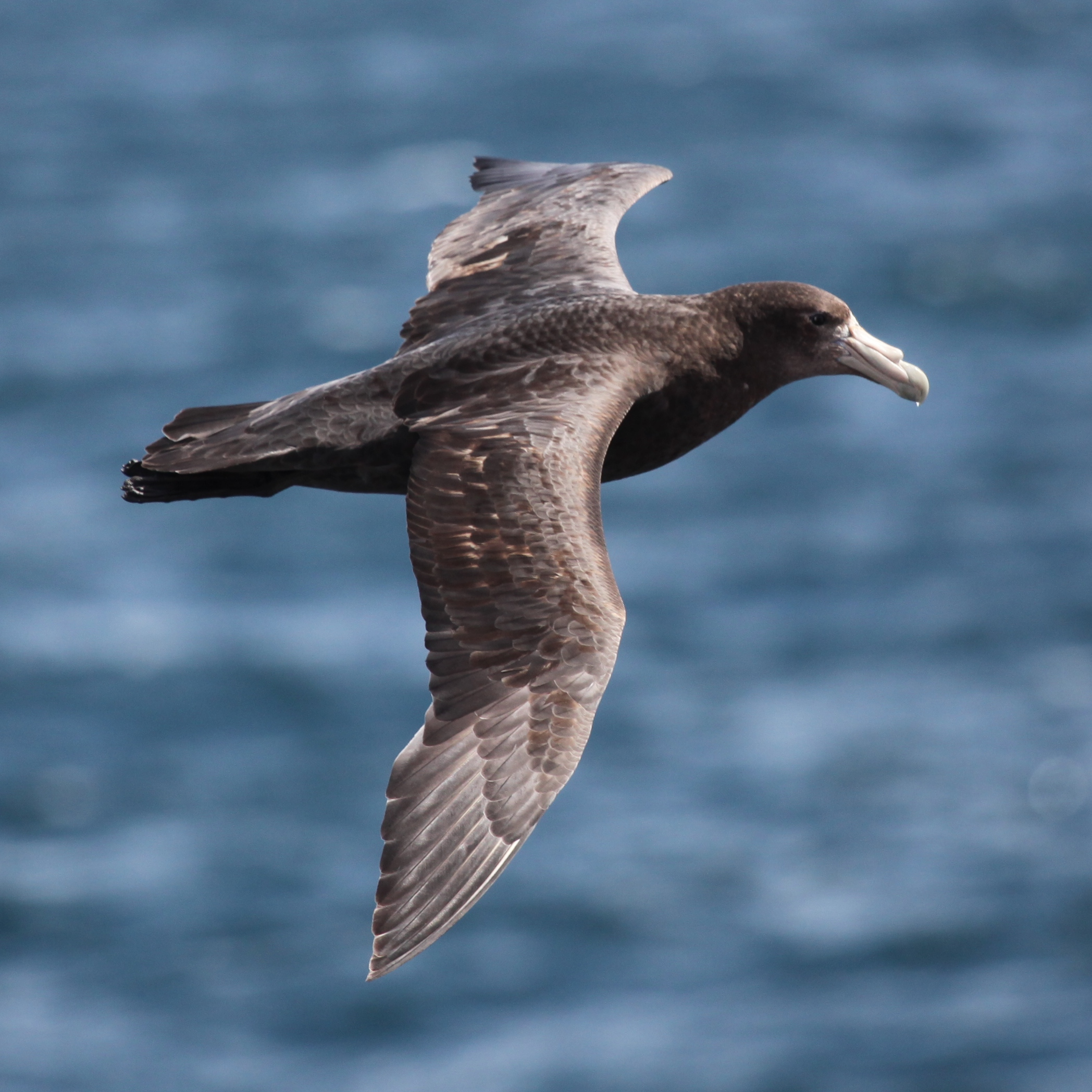
Pétrel géant (Macronectes giganteus).
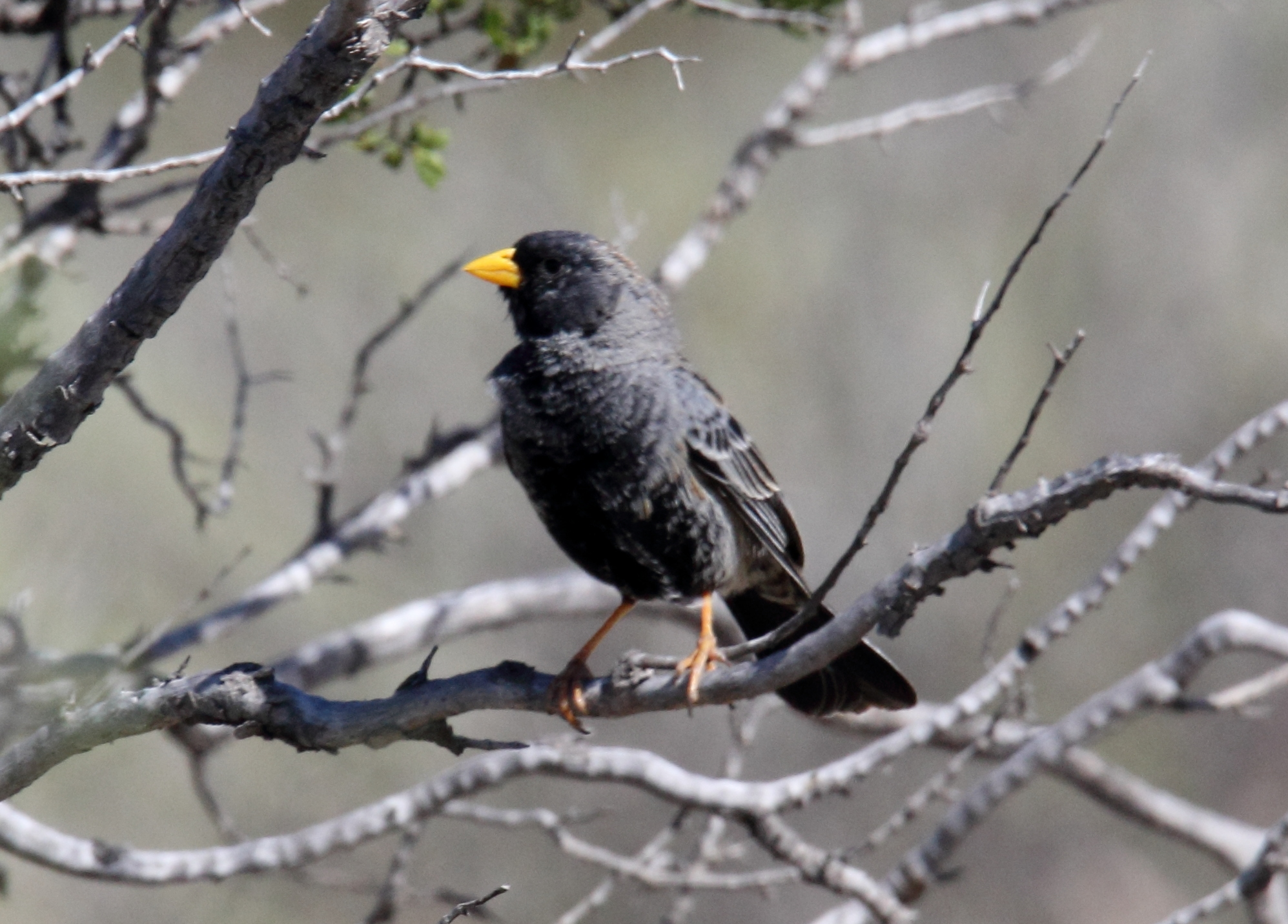
Le phrygile charbonnier (Phrygilus carbonarius) doit son nom à son plumage couleur anthracite.
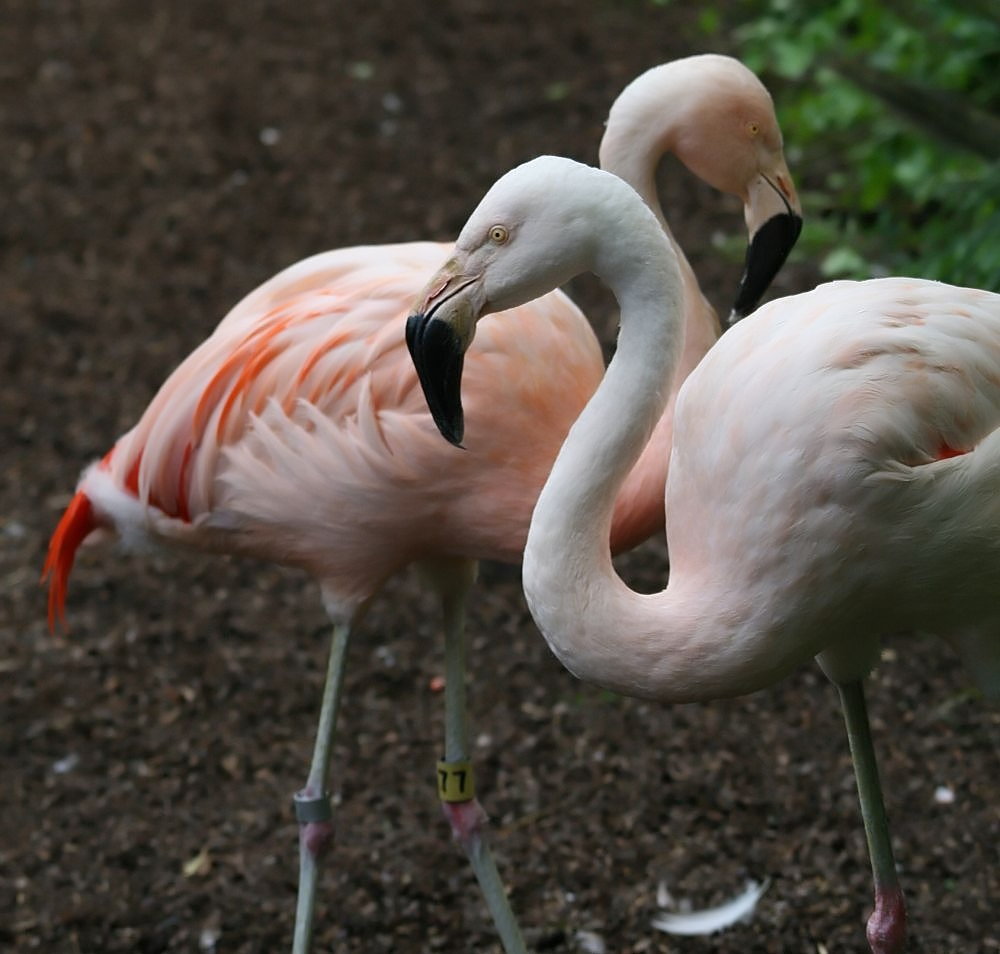
Le flamant du Chili fréquente les côtes de la péninsule (Phoenicopterus chilensis).

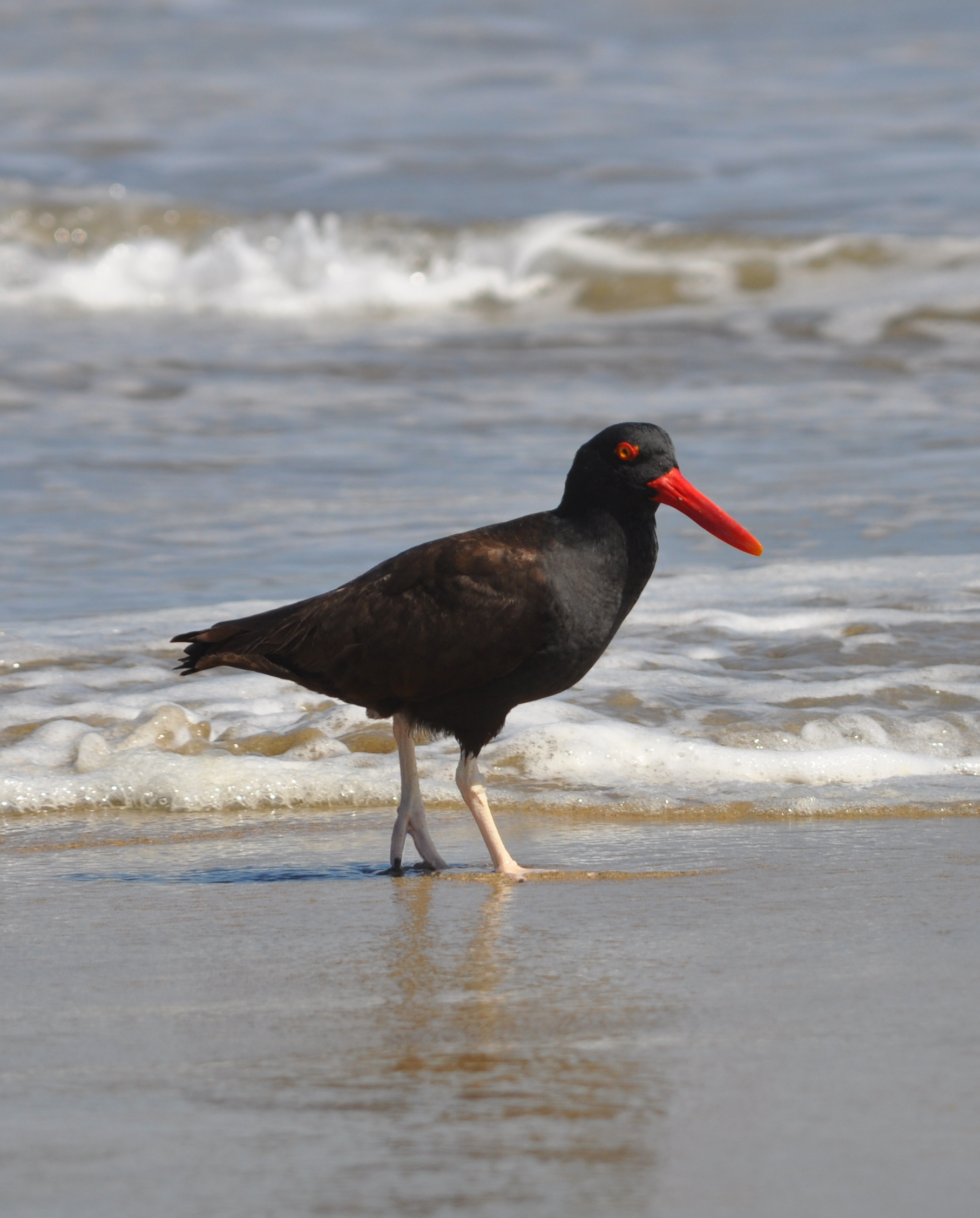
Huitrier noir (Haematopus ater).
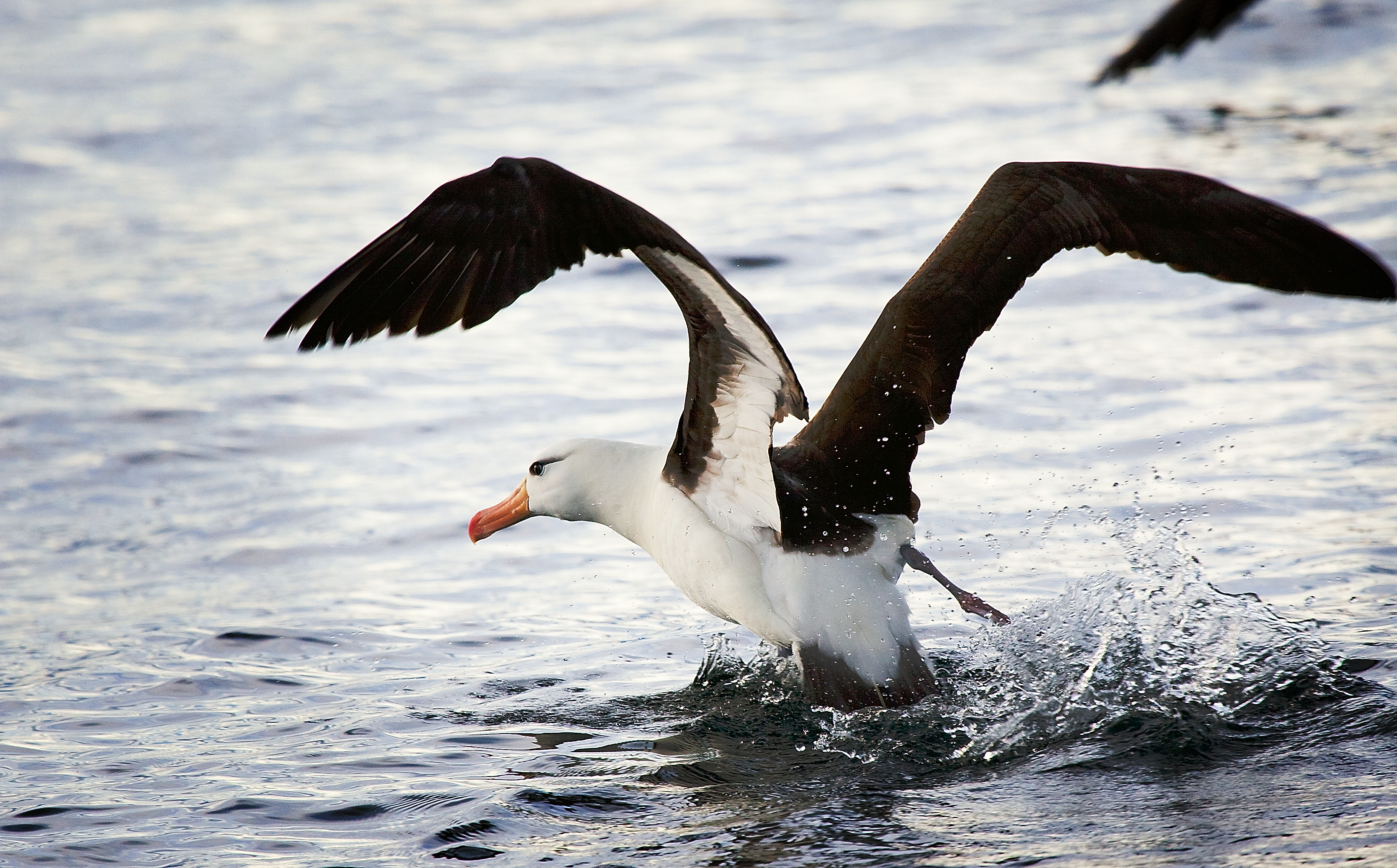
Albatros à sourcils noirs (Thalassarche melanophris).

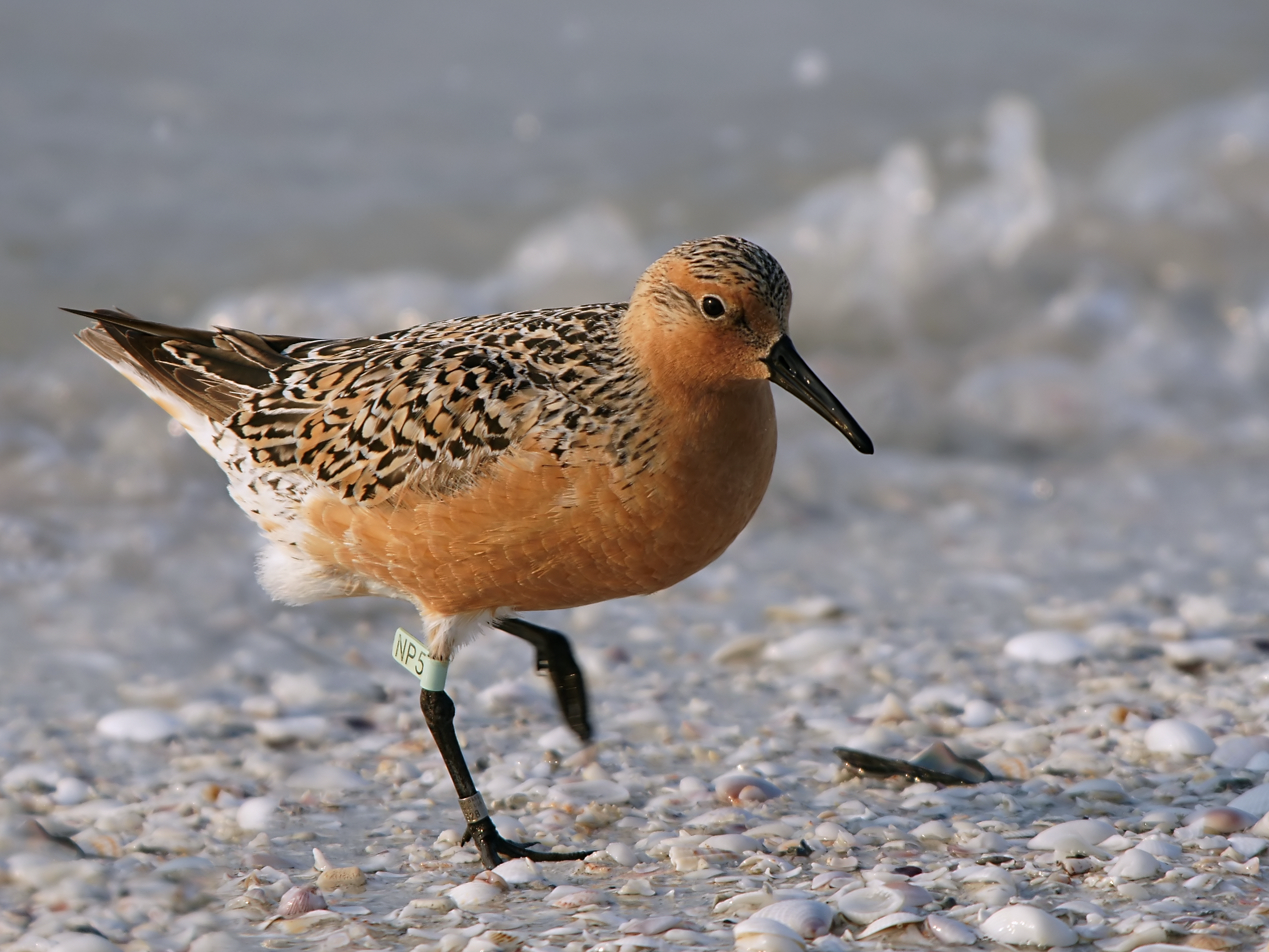
Bécasseau maubèche (Calidris canutus rufa), sous-espèce locale présente sur l'aire de la Péninsule Valdés.
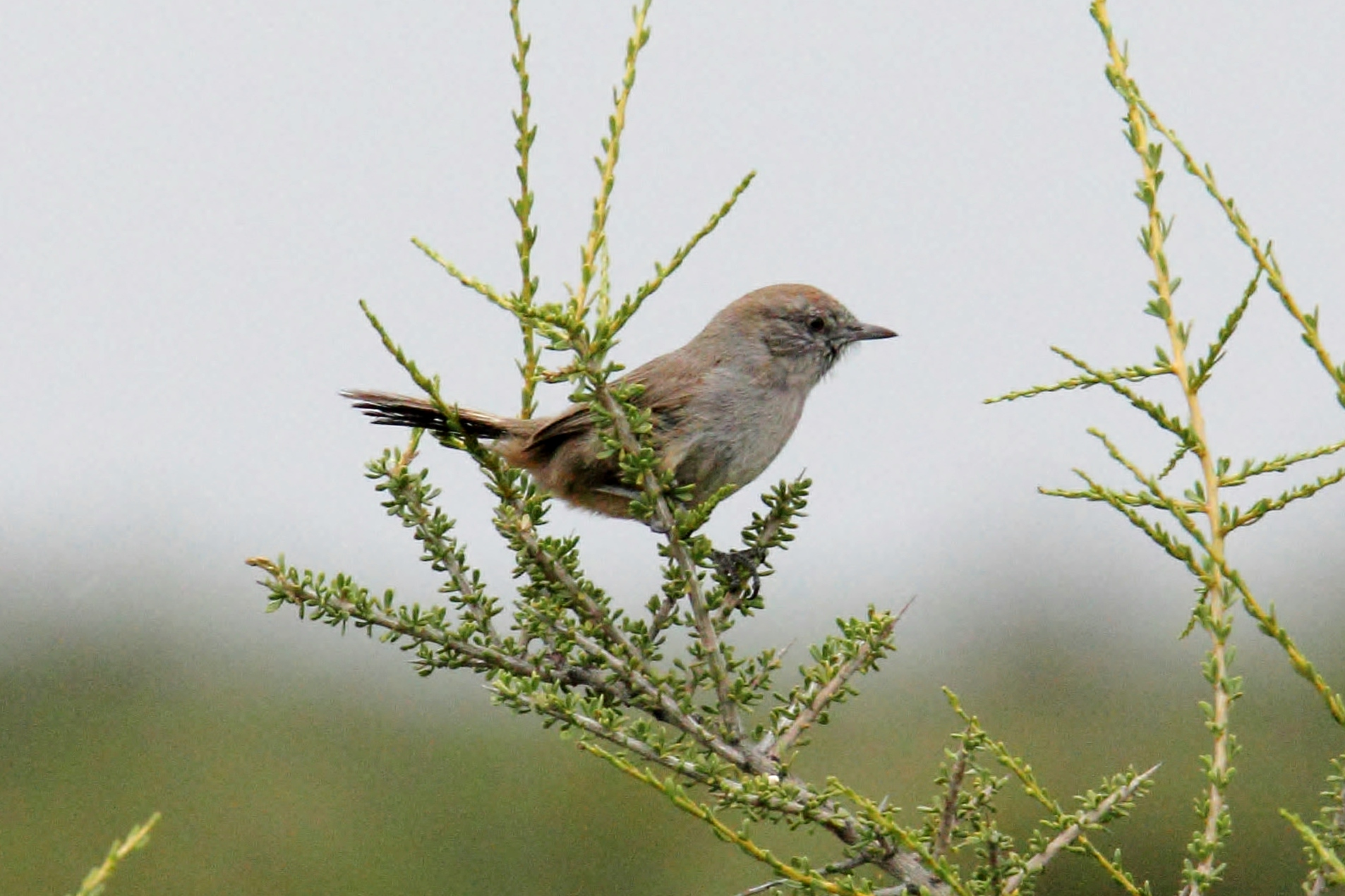
Synallaxe de Patagonie, photographiée en Patagonie argentine (Pseudasthenes patagonica).

## Tourisme

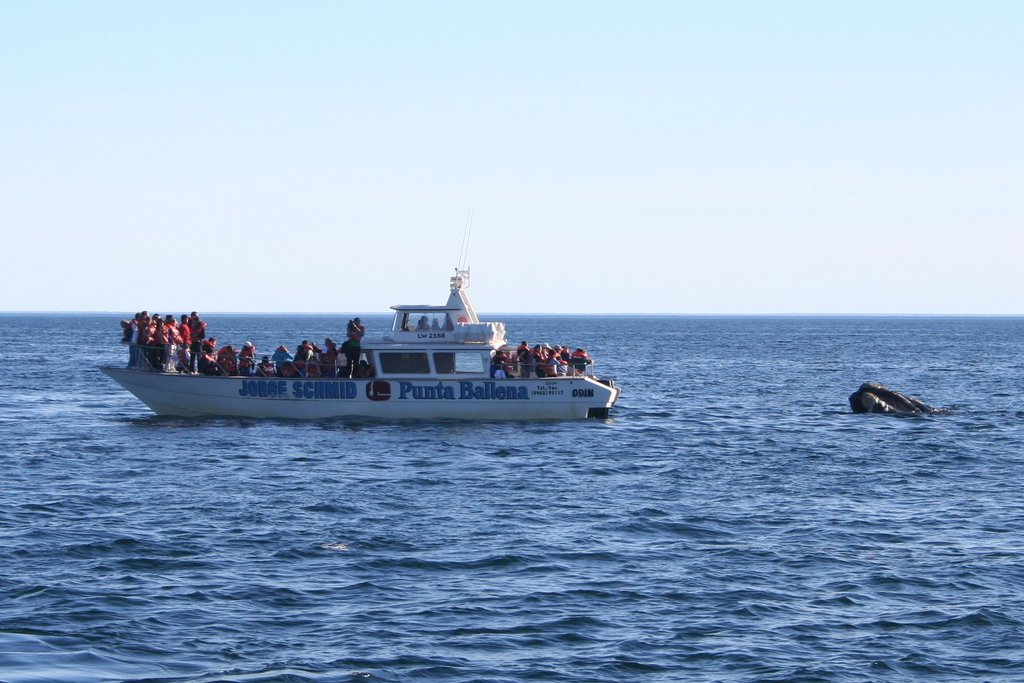
Observation des baleines

La péninsule est un des lieux privilégiés pour les touristes, étrangers ou non, en Argentine. On constate que grâce aux mesures de protection mises en place, la population de la baleine franche australe est en voie de lente récupération.
Chaque année en hiver ces baleines peuvent être vues à l'époque de la reproduction et de mise bas. L'observation des baleines est devenue une des activités touristiques de base dans le pays. Il est facile d'observer la parade nuptiale des mâles pour obtenir les faveurs de la femelle courtisée.
En 2015, le nombre de visiteurs annuels se montait à pas moins de 170 000. Les activités touristiques et récréatives comprennent l'observation de la faune, la navigation et le tourisme rural. Dans l'aire protégée se développe aussi une importante pêche sportive ou artisanale, incluant la pêche sous-marine et la marisquería ou pêche aux coquillages (bivalves).

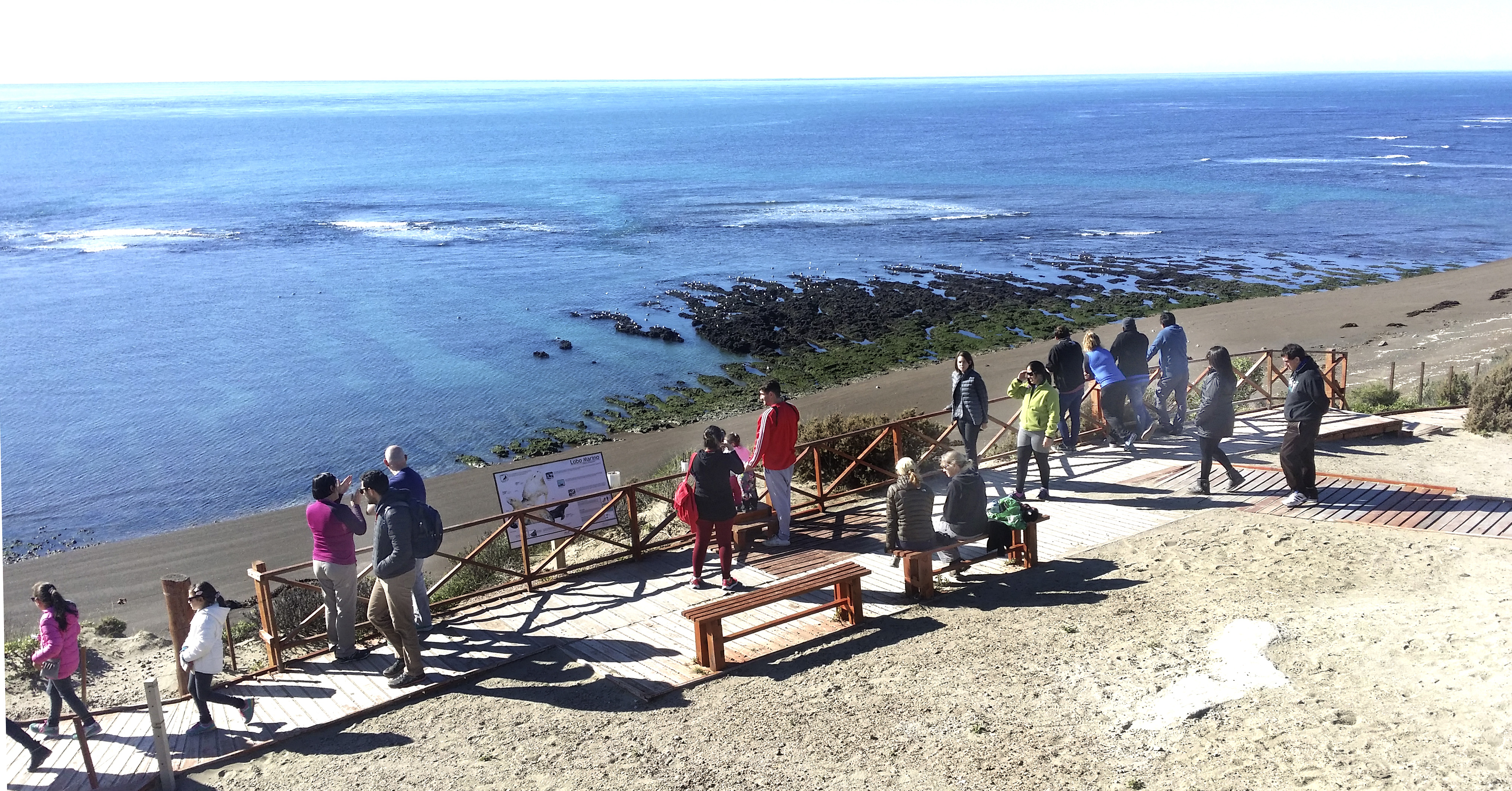
Punta Norte : les touristes peuvent se reposer et admirer les différents mammifères marins qui fréquentent la zone.